# Élections municipales à Strasbourg

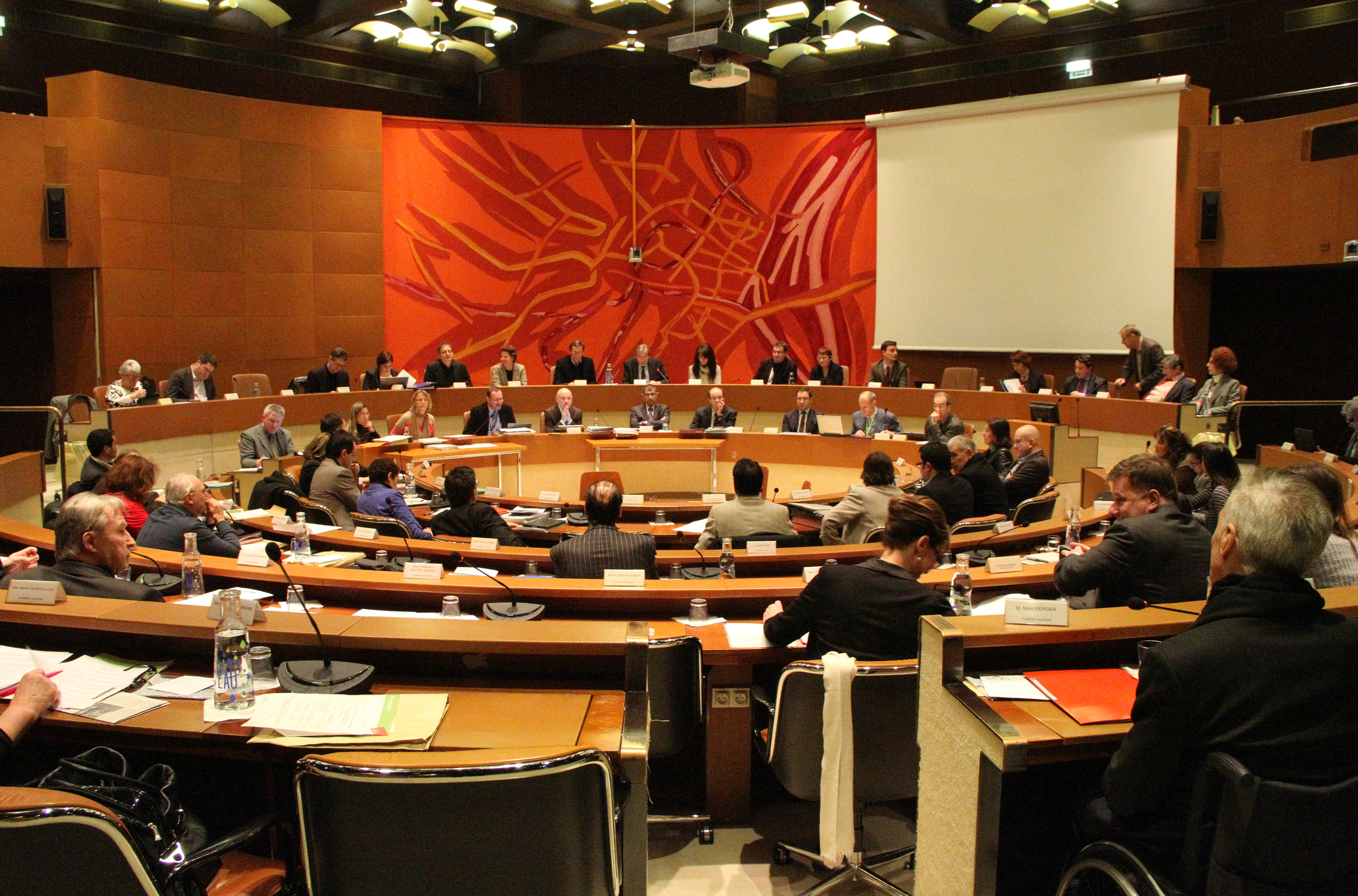
Séance du conseil municipal de Strasbourg le 21-01-2013.

Les élections municipales à Strasbourg permettent d'élire le maire et les conseillers municipaux de la commune de Strasbourg, chef-lieu du département du Bas-Rhin et de la région Grand-Est.
Elle permet également d'élire les représentants de Strasbourg à l'Eurométropole. Elles ont souvent été le théâtre d'affrontements durs entre la droite et la gauche, la ville basculant de l'un à l'autre bord au fil des élections.

## Election de 2020

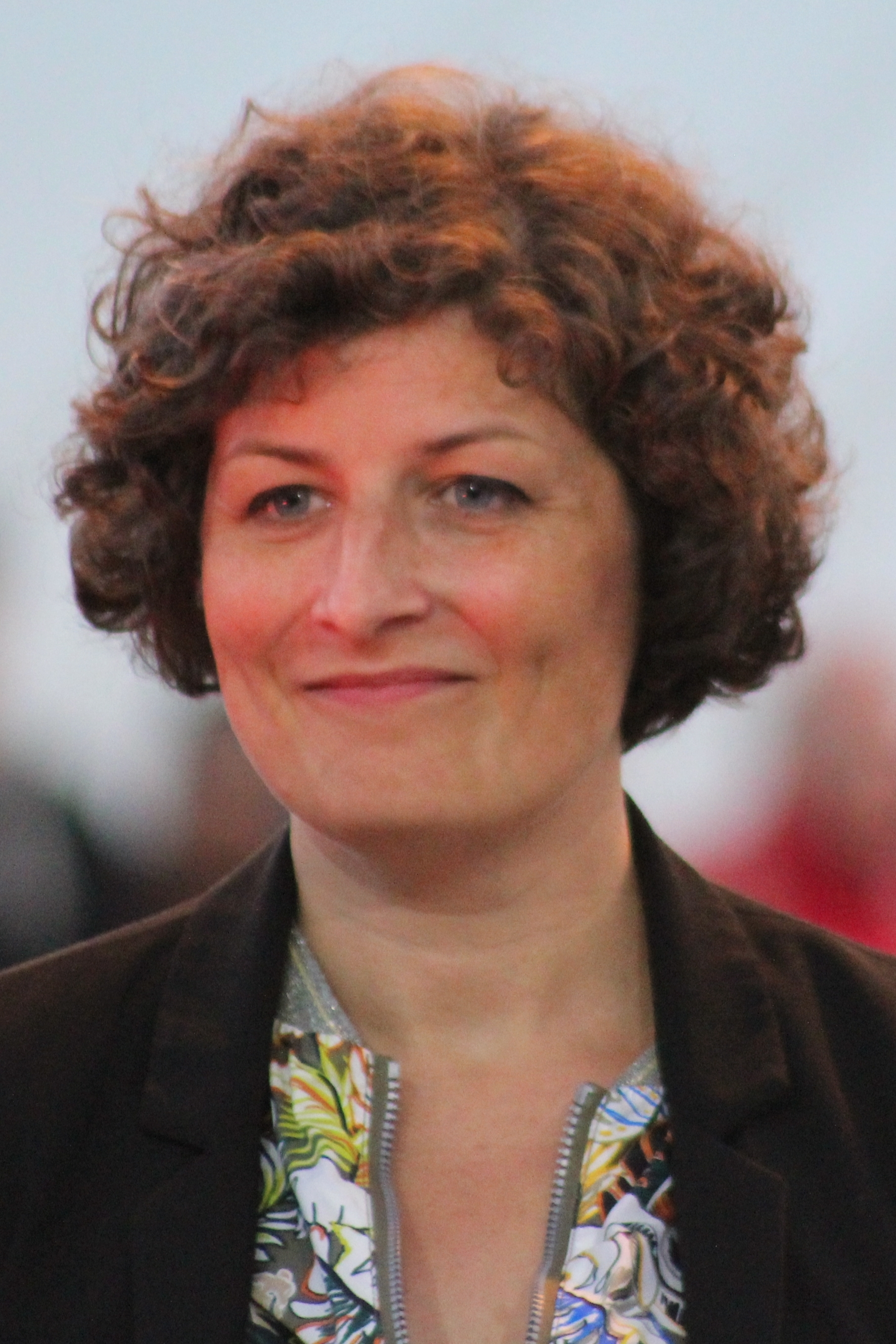
Jeanne Barseghian, maire de Strasbourg depuis juillet 2020.

Lors du premier tour des élections de 2020, la liste de Jeanne Barseghian (EELV) arrive en tête, devant la liste d'Alain Fontanel (LREM), la liste Jean-Philippe Vetter (LR) et Catherine Trautmann (PS).
Le second tour est reporté de trois mois à cause de la pandémie de Covid-19. Le dernier jour avant le dépôt des candidatures, Jeanne Barseghian et Catherine Trautmann annonce ne pas s'allier. Quelques heures plus tard, Alain Fontanel s'allie avec Jean-Philippe Vetter. Cette liste devient alors favorite du second tour.
Lors du second tour, c'est Jeanne Barseghian qui s'impose avec 41,70%, suivie par Alain Fontanel (34,95%) et Catherine Trautmann (23,33%).

## Élection de 2008
Les élections municipales ont eu lieu les 9 et 16 mars 2008, et ont été au centre d'une opposition entre le candidat de gauche, Roland Ries (PS) et le maire sortant Fabienne Keller (formant un « tandem » avec son premier adjoint Robert Grossmann) à la tête d'une liste de droite. Ces élections furent la scène de la victoire éclatante, avec plus de 58 % des suffrages exprimés au second tour, de Roland Ries.
Élue en 2001 dans un contexte de division de la gauche strasbourgeoise, Fabienne Keller considérait que son bilan n'était pas en cause, et que les strasbourgeois validaient l'ensemble de ses choix. Pourtant, certaines grandes opérations furent au centre de contestations importantes, telle la restructuration de la place Kléber, la grande verrière de la gare, la destruction du pont Churchill, ou le tracé du tramway.
Mais la campagne électorale se concentra sur la gouvernance de la ville, et les accusations d'autoritarisme et de mépris de Fabienne Keller. Un autoritarisme dénoncé de longue date, y compris au sein de l'équipe municipale élue en 2001, avec la création de deux groupes dissidents. La presse locale se faisait régulièrement l'écho de tensions fortes au sein de l'exécutif, et certains élus de la Communauté urbaine de Strasbourg se plaignaient d'un manque de concertation. Une lettre sera adressée en ce sens à Robert Grossmann par 16 maires et conseillers de la CUS dénonçant le comportement brutal de la présidente déléguée, Fabienne Keller.
Roland Ries, maire de la ville entre 1997 et 2000, désigné par un vote des militants en octobre 2007 ayant réussi à faire l'union autour de son nom, les conditions étaient remplies pour un duel entre la gauche et la droite.

### Premier tour (9 mars 2008)
Les observateurs constatèrent un taux d'abstention, certes relativement élevé mais à l'identique des municipales de 2001 (45,32 %). Roland Ries, à l'issue de ce premier tour, provoqua une certaine surprise par l'ampleur de son avance, 10 points. Accusant très difficilement le coup, Fabienne Keller répondit en larmes aux journalistes.
|                   | Liste                                                                                 | Nombre de voix | Pourcentage |
| Marcel Wolff      | Liste Strasbourg 100 % à gauche (LCR)                                                 | 1 394          | 1,87 %      |
| Roland Robert     | Liste Lutte ouvrière (LO)                                                             | 504            | 0,68 %      |
| Pascal Fischer    | Liste unité pour la défense de nos droits, pour le respect du vote non du 29 mai (PT) | 290            | 0,39 %      |
| Roland Ries       | Liste Une ville pour tous, une ville pour chacun (PS)                                 | 32 753         | 43,90 %     |
| Alain Jund        | Liste Strasbourg, ville verte, ouverte et solidaire (Les Verts)                       | 4 752          | 6,37 %      |
| Jamal Boussif     | Liste Rendons notre ville plus dynamique, attractive et généreuse (USD)               | 540            | 0,72 %      |
| Chantal Cutajar   | Liste Génération mieux vivre (MoDem)                                                  | 4 280          | 5,74 %      |
| Fabienne Keller   | Liste Union pour Strasbourg (Union pour Strasbourg (UPS) - UMP)                       | 25 314         | 33,93 %     |
| Mohamed Latrèche  | Liste PMF : le vrai changement (PMF)                                                  | 1 047          | 1,40 %      |
| Robert Spieler    | Liste Strasbourg d'abord (ADA)                                                        | 1616           | 2,17 %      |
| Christian Cotelle | Liste Strasbourg vérité (FN)                                                          | 2121           | 2,84 %      |

### Deuxième tour (16 mars 2008)
Lors de la campagne de l'entre-deux tours, l'objectif affiché par Fabienne Keller était de mobiliser les abstentionnistes du premier tour. Elle en profite aussi pour écarter brutalement Robert Grossmann qu'elle considère comme l'unique responsable du mauvais score du premier tour. Fabienne Keller pense que cette décision lui permettra de regagner du terrain. L'objectif ne fut pas atteint. D'un côté le taux d'abstention de 43,17 % est en augmentation sensible par rapport au second tour de 2001 et de l'autre, l'écart avec la liste conduite par Roland Ries s'accentue davantage, les électeurs de droite n'ayant pas accepté le changement de stratégie opéré.
|                 | Nombre de voix | Pourcentage |
| Roland Ries     | 44 935         | 58,33 %     |
| Fabienne Keller | 32 097         | 41,67 %     |

### Maire
- Roland Ries, sénateur du Bas-Rhin, élu maire par le Conseil municipal de Strasbourg, le 22 mars 2008 par 52 voix et 13 bulletins blancs.

### Adjoints au maire, conseillers municipaux délégués et conseillers municipaux

#### Adjoints au maire et conseillers municipaux ayant une délégation
Seize adjoints thématiques, dix adjoints de quartier dotés d'un pouvoir de décision propre et agissant sous la responsabilité du maire. Ils forment, avec celui-ci, le bureau municipal. On dénombre aussi treize conseillers municipaux délégués à des thématiques spécifiques, sous responsabilité de certains adjoints.
| Conseiller municipal    | Parti politique | Poste                        | Délégations |
| ----------------------- | --------------- | ---------------------------- | --- |
| Robert Herrmann         | PS              | 1er adjoint                  | Coordination municipale et démocratie locale, conseil des jeunes Adjoint du Centre-Ville Conseiller général                                                             |
| Nawel Rafik-Elmrini     | PS              | 2e adjointe                  | Relations internationales et européennes, coopération décentralisée |
| Mathieu Cahn            | PS              | 3e adjoint                   | Vie associative, jeunesse et centres socioculturels, animation et politique de la ville Adjoint de la Meinau                                                            |
| Françoise Buffet        | PS              | 4e adjointe                  | Développement durable, plan climat, espaces verts et jardins familiaux                                                                                                  |
| Alain Jund              | EELV            | 5e adjointe                  | Urbanisme opérationnel, préparation du Plan Local d'Urbanisme (PLU), économies d'énergie, police du bâtiment et commissions de sécurité                                 |
| Nicole Dreyer           | PS              | 6e adjointe                  | Petite enfance, action éducative, vie scolaire Adjointe de la Robertsau                                                                                                 |
| Alain Fontanel          | PS              | 7e adjoint                   | Finances, évaluation des politiques publiques et contrôle de gestion Conseillère régionale                                                                              |
| Daniel Payot            | PS              | 8e adjoint                   | Action culturelle et Œuvre Notre-Dame |
| Anne-Pernelle Richardot | PS              | 9e adjointe                  | Citoyenneté, affaires électorales et affaires de nationalité Conseillère régionale                                                                                      |
| Serge Oehler            | PS              | 10e adjoint                  | Sports Adjoint de Hautepierre, de Cronenbourg, des Poteries et du Hohberg                                                                                               |
| Marie-Dominique Dreyssé | EELV            | 11e adjointe                 | Affaires sociales Conseillère générale |
| Olivier Bitz            | PS              | 12e adjoint                  | Sécurité, tranquillité publique, prévention, hygiène, santé, circulation, stationnement, éclairage et cultes Adjoint du Conseil des Quinze Conseiller général           |
| Françoise Bey           | PS              | 13e adjointe                 | Marchés publics, présidence de la Commission d'appels d'offres et des jurys mentionnés aux codes des marchés publics et présidence de la commission Aménagement         |
| Éric Elkouby            | PS              | 14e adjoint                  | Foires et marchés, occupation du domaine public, gestion du patrimoine bâti de la Ville Adjoint de la Montagne-Verte, de Koenigshoffen et de l’Elsau Conseiller général |
| Eric Schultz            | Non-inscrits    | 15e adjoint                  | Etat Civil et missions des temps |
| Philippe Bies           | PS              | 16e adjoint                  | Logement et gestion du patrimoine bâti et non-bâti, exercice du droit de préemption Adjoint de Neudorf                                                                  |
| Jean-Jacques Gsell      | PS              | conseiller municipal délégué | Tourisme, commerce et artisanat Adjoint de la Gare |
| Annick Neff             | PS              | conseiller municipal délégué | Adjointe de Neuhof, de la Ganzau et du Stockfeld |
| Michèle Seiler          | PS              | conseiller municipal délégué | Adjointe de la Krutenau, de l'Esplanade et de la Bourse |
| Israël Nisand           | PS              | Conseiller municipal délégué | Affaires relevant des hôpitaux universitaires de Strasbourg |
| Henri Dreyfus           | PS              | Conseiller municipal délégué | Insertion et personnes âgées |
| Mine Gunbay             | PS              | Conseiller municipal délégué | Droits des femmes et égalité des genres |
| Paul Meyer              | PS              | Conseiller municipal délégué | Ville numérique et vie étudiante |
| Martine Jung            | PS              | Conseiller municipal délégué | Espaces verts |
| Alexandre Feltz         | PS              | Conseiller municipal délégué | Santé |
| Christian Spiry         | PS              | Conseiller municipal délégué | Logement et lutte contre la précarité |
| Luc Gillmann            | PS              | Conseiller municipal délégué | Réussite éducative |
| Élisabeth Ramel         | PS              | Conseiller municipal délégué | Charte de la nuit |
| Michaël Schmidt         | PS              | Conseiller municipal délégué | Affaires relevant du CCAS, aide sociale de la Ville et relations franco-allemandes                                                                                      |
| Saban Kiper             | PS              | Conseiller municipal délégué | Commissions de sécurité |
| Frédéric Nitschke       | PS              | Conseiller municipal délégué | Économie sociale et solidaire |

#### Trombinoscope du maire et adjoints au maire de la ville de Strasbourg

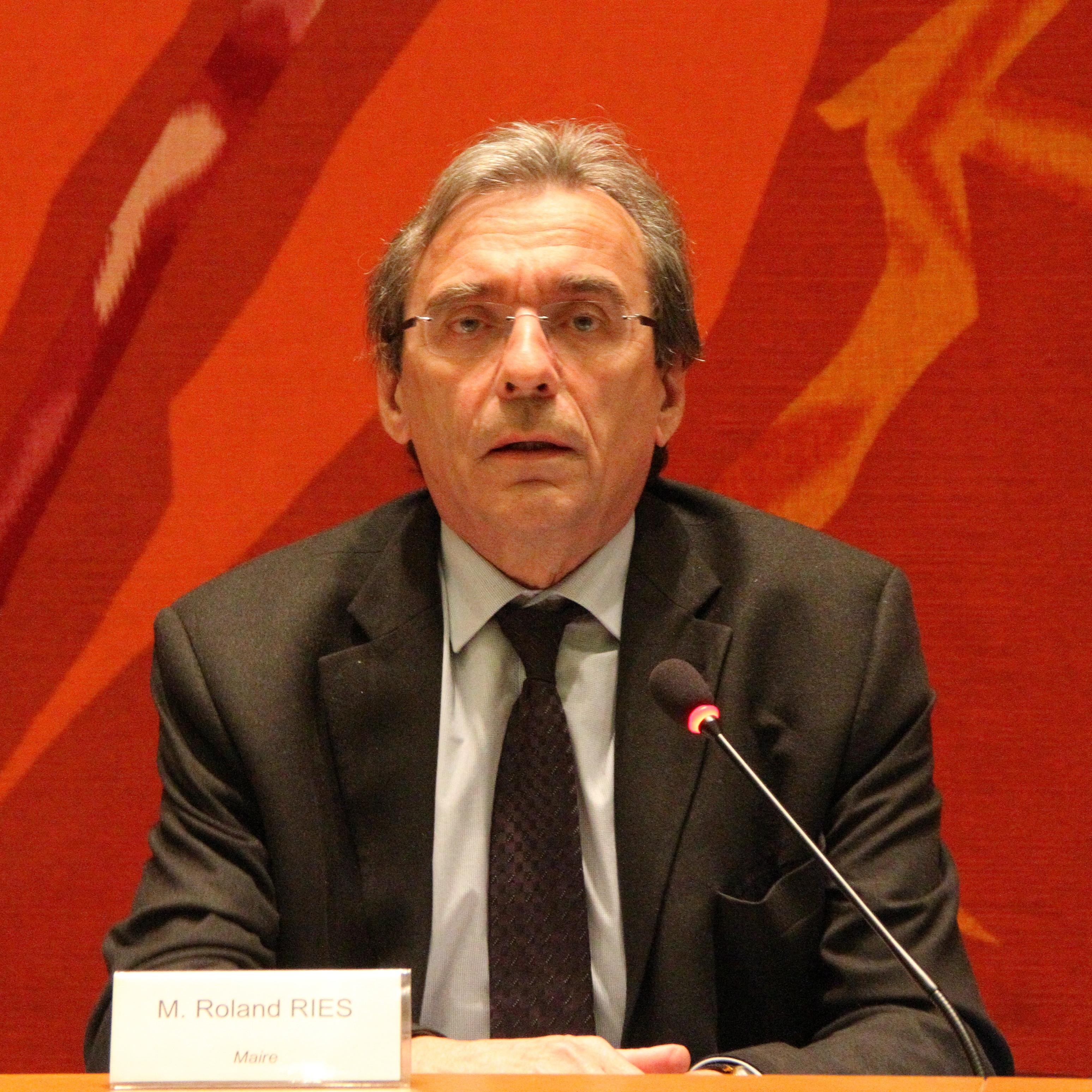
Roland Ries, maire
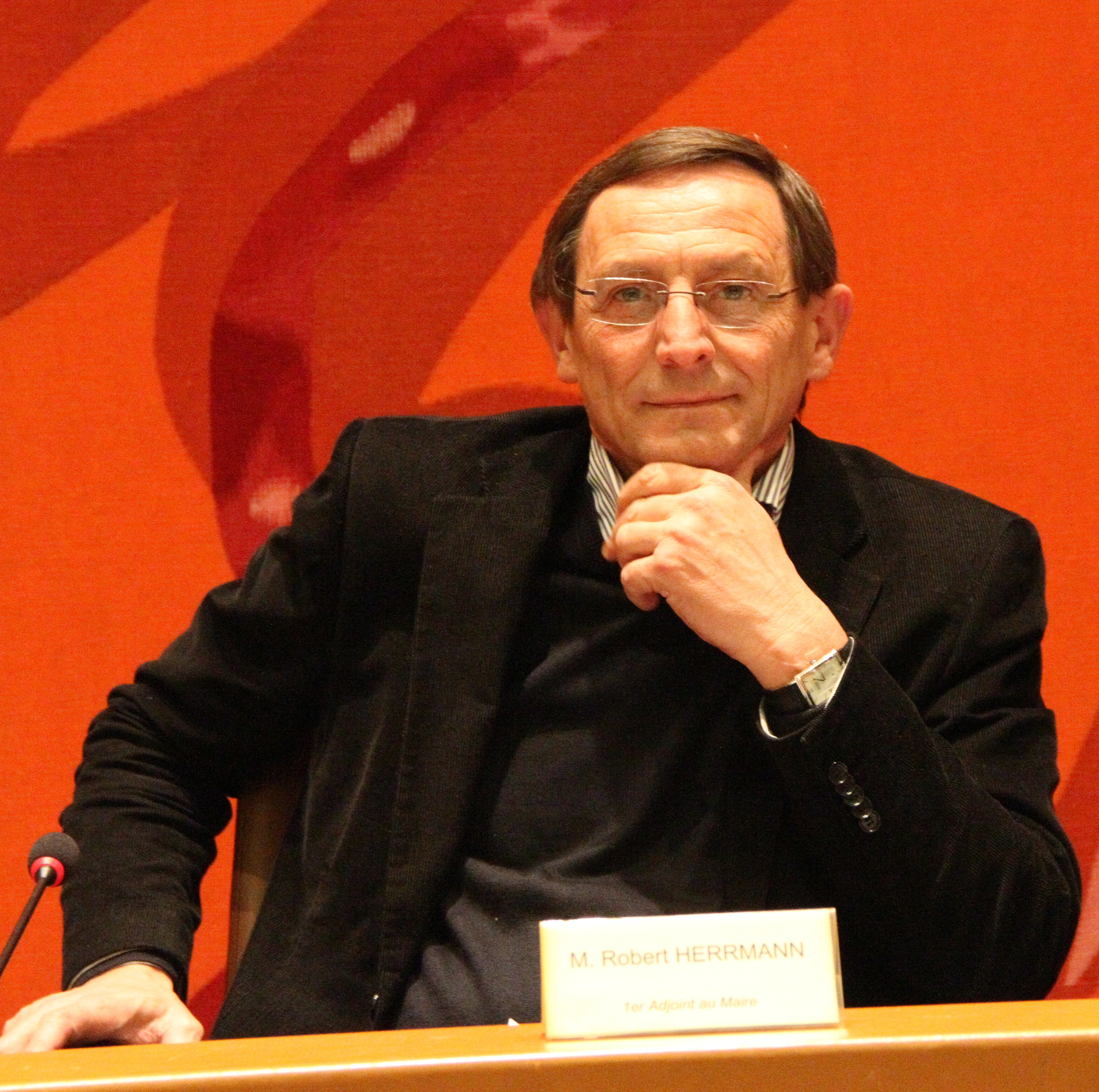
Robert Herrmann, 1er adjoint
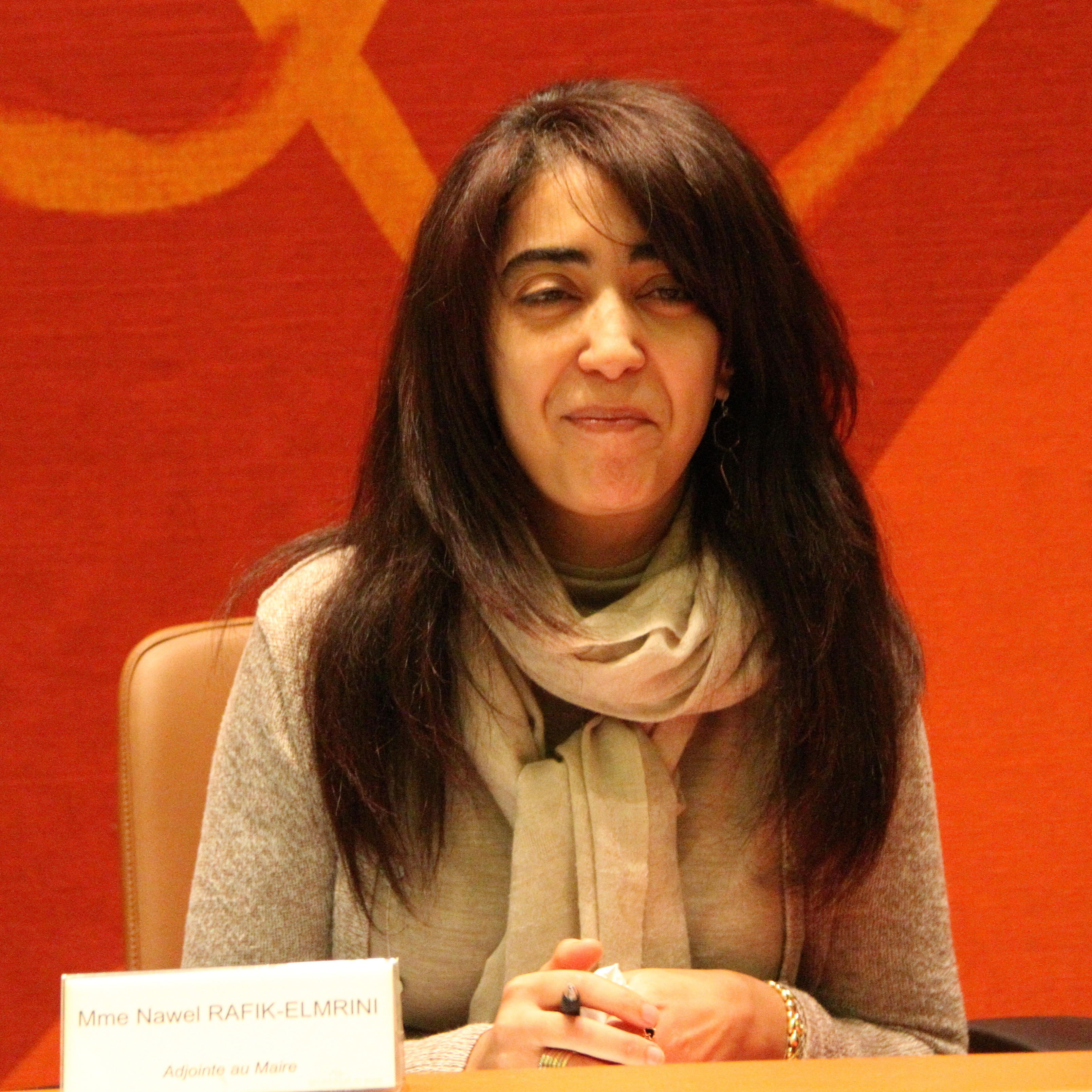
Nawel Rafik-Elmrini, 2e adjointe
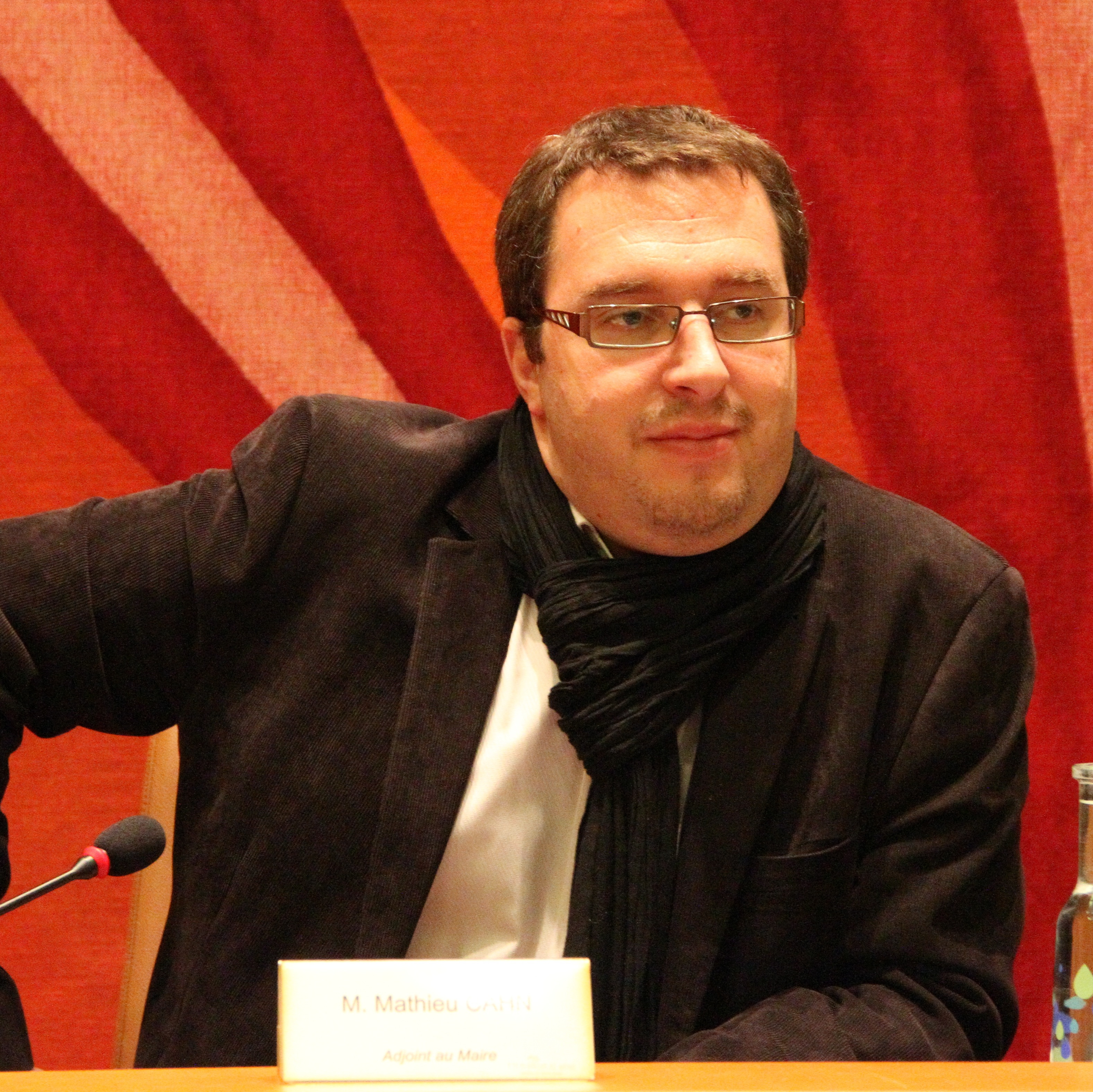
Mathieu Cahn
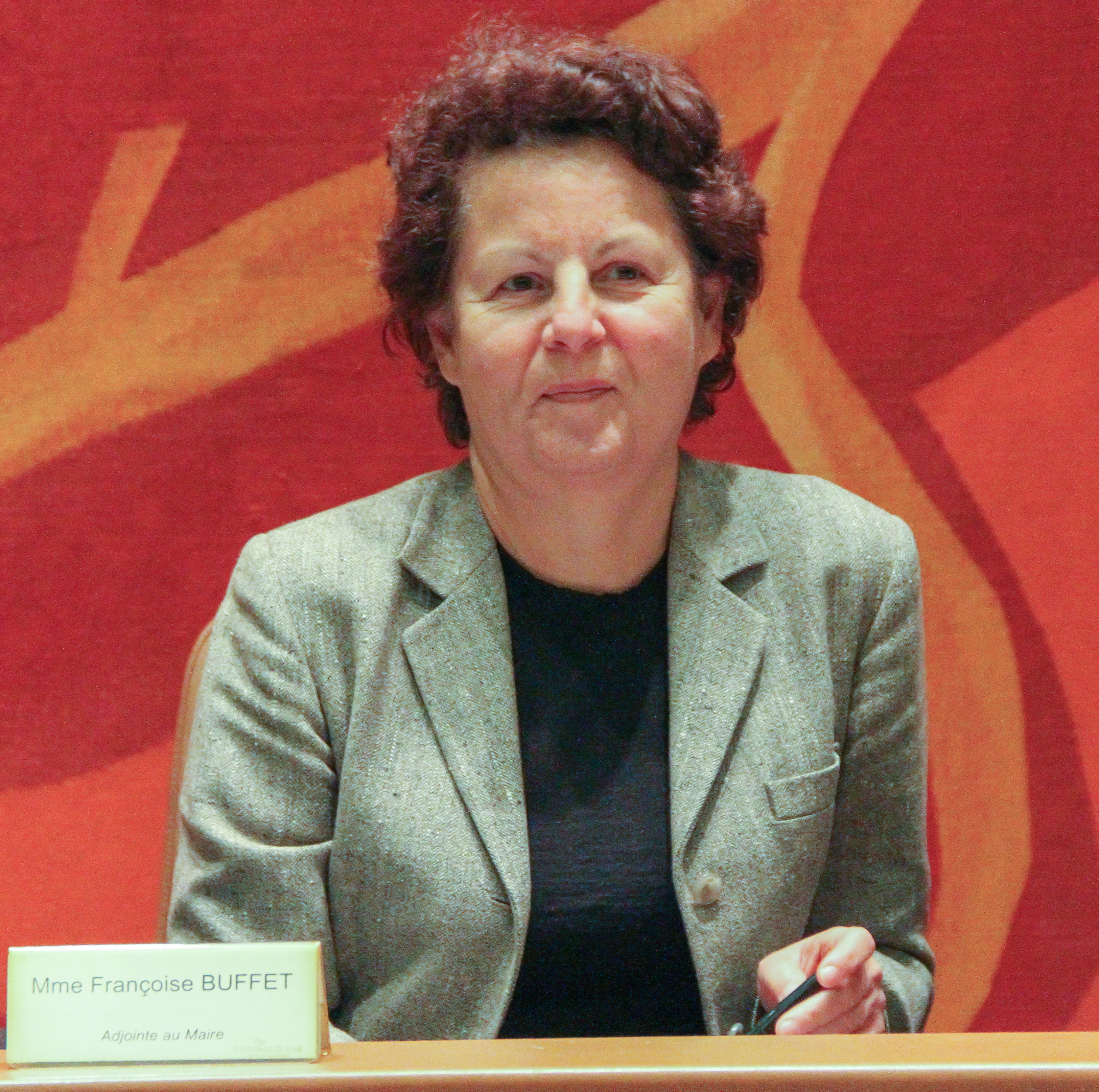
Françoise Buffet
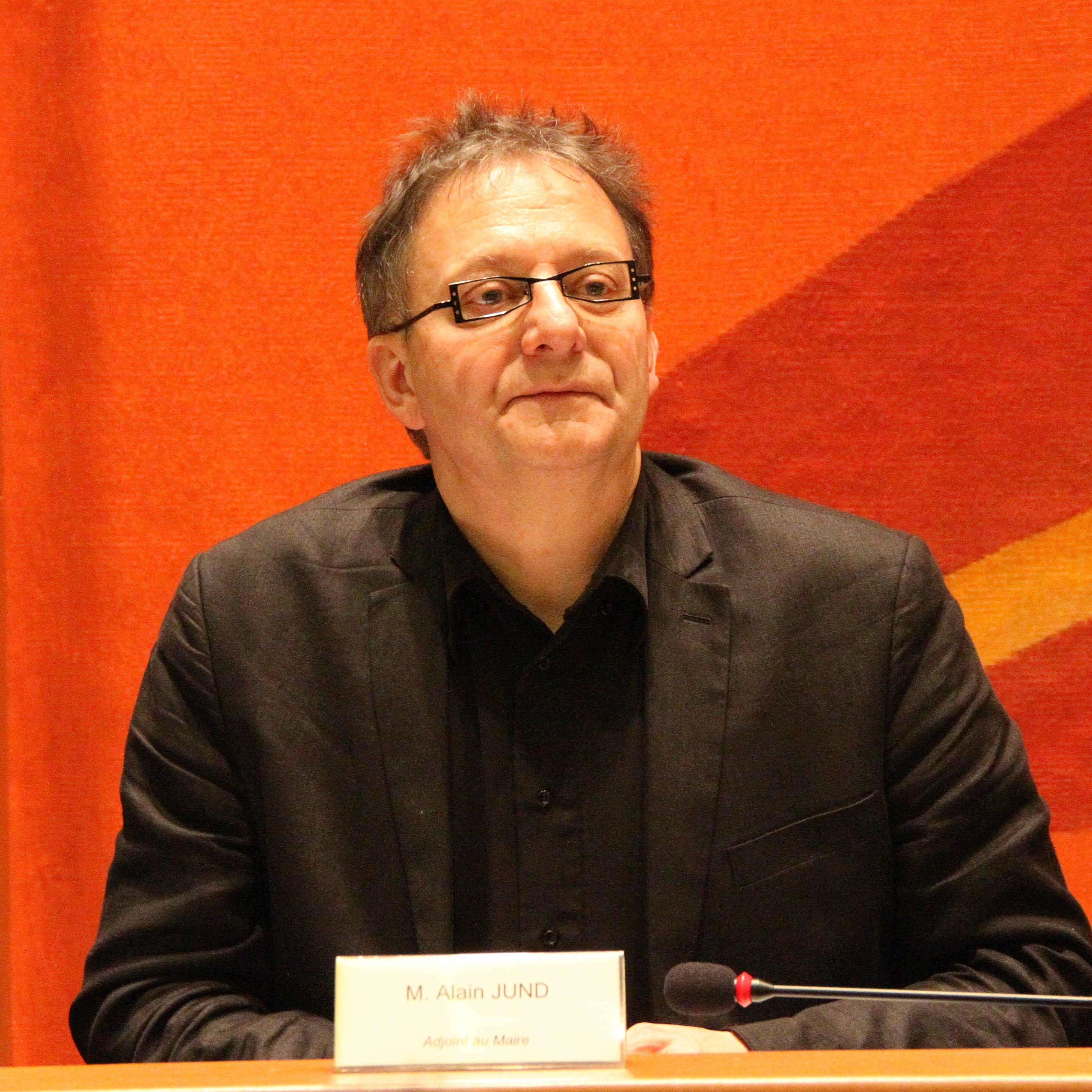
Alain Jund
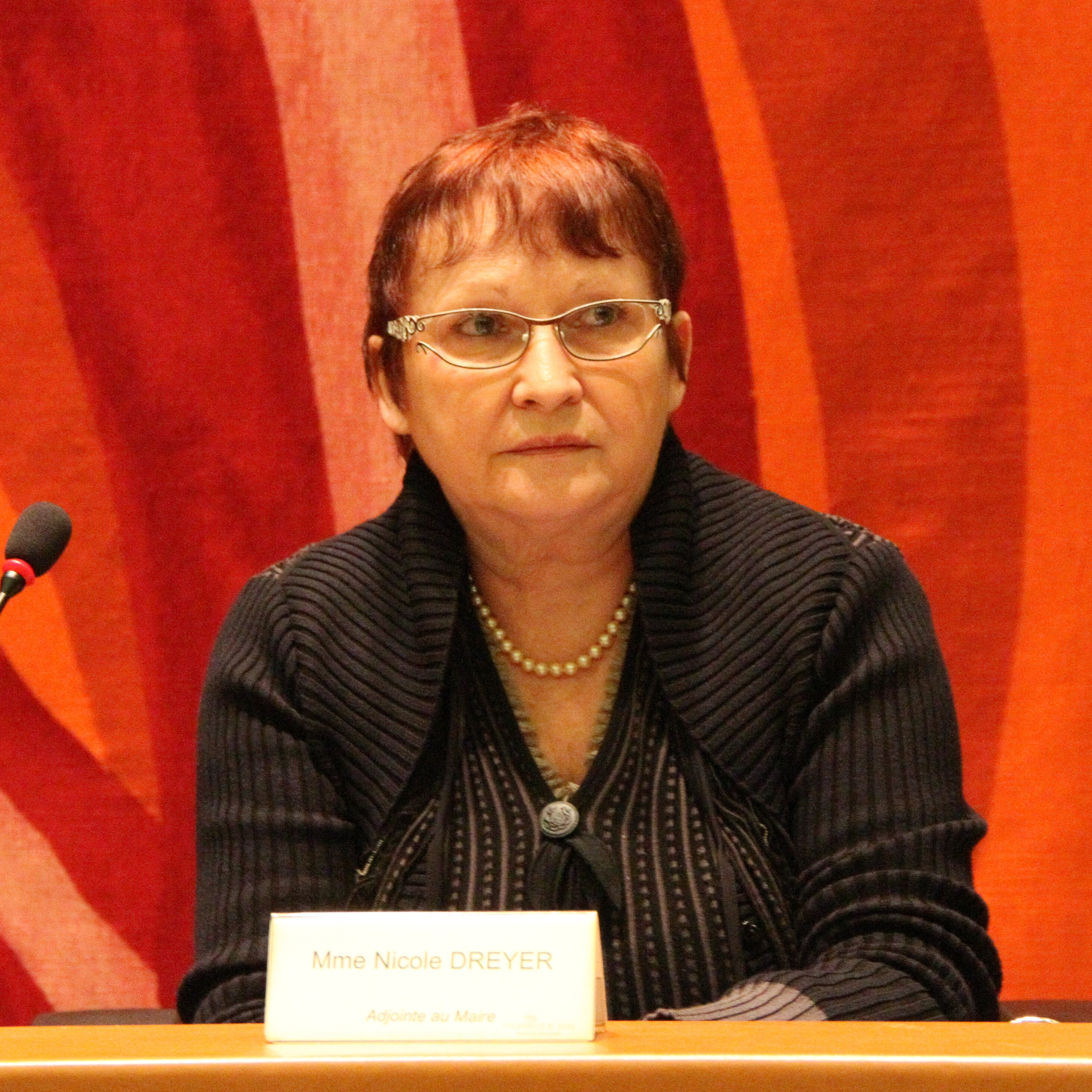
Nicole Dreyer
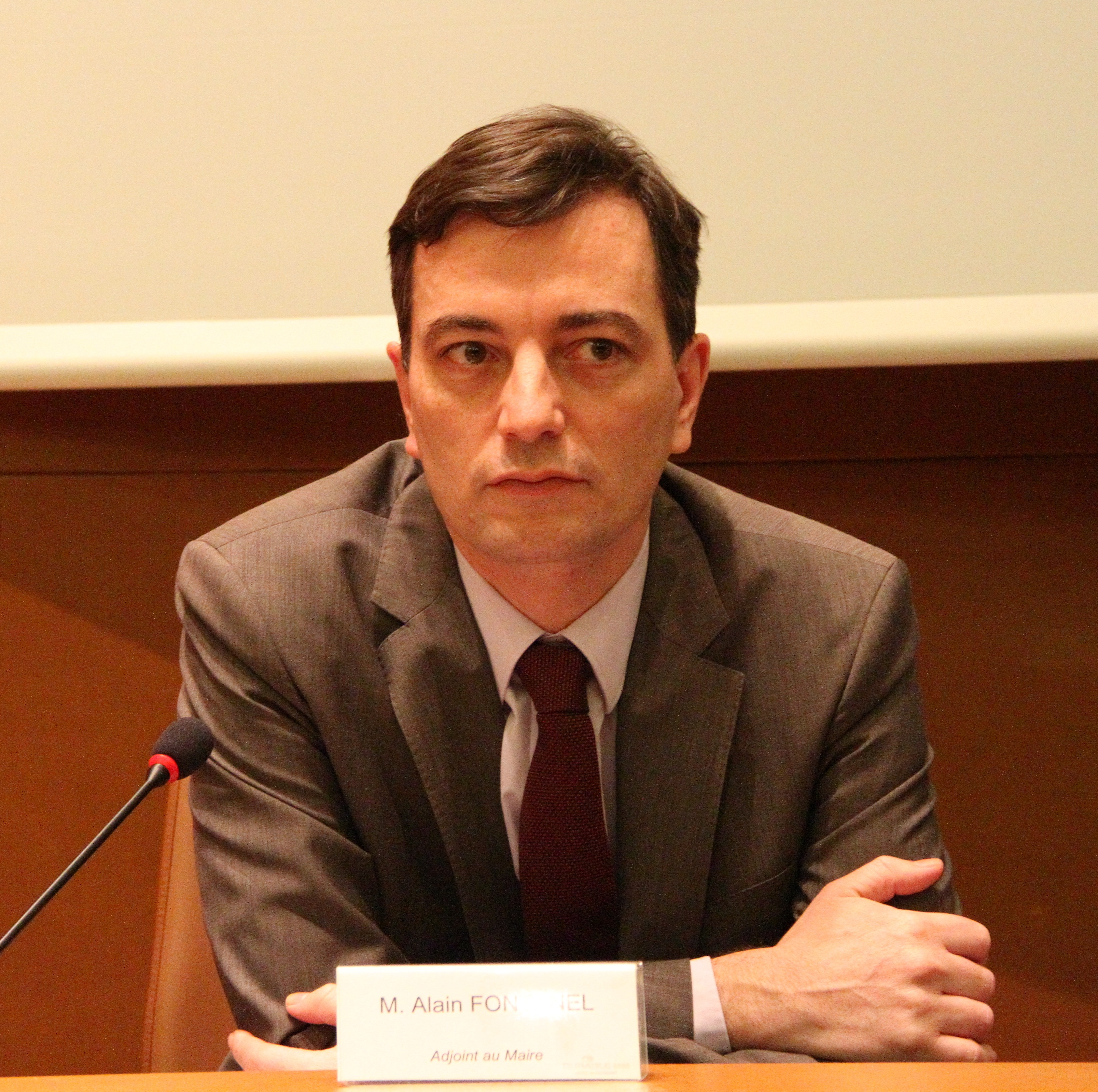
Alain Fontanel
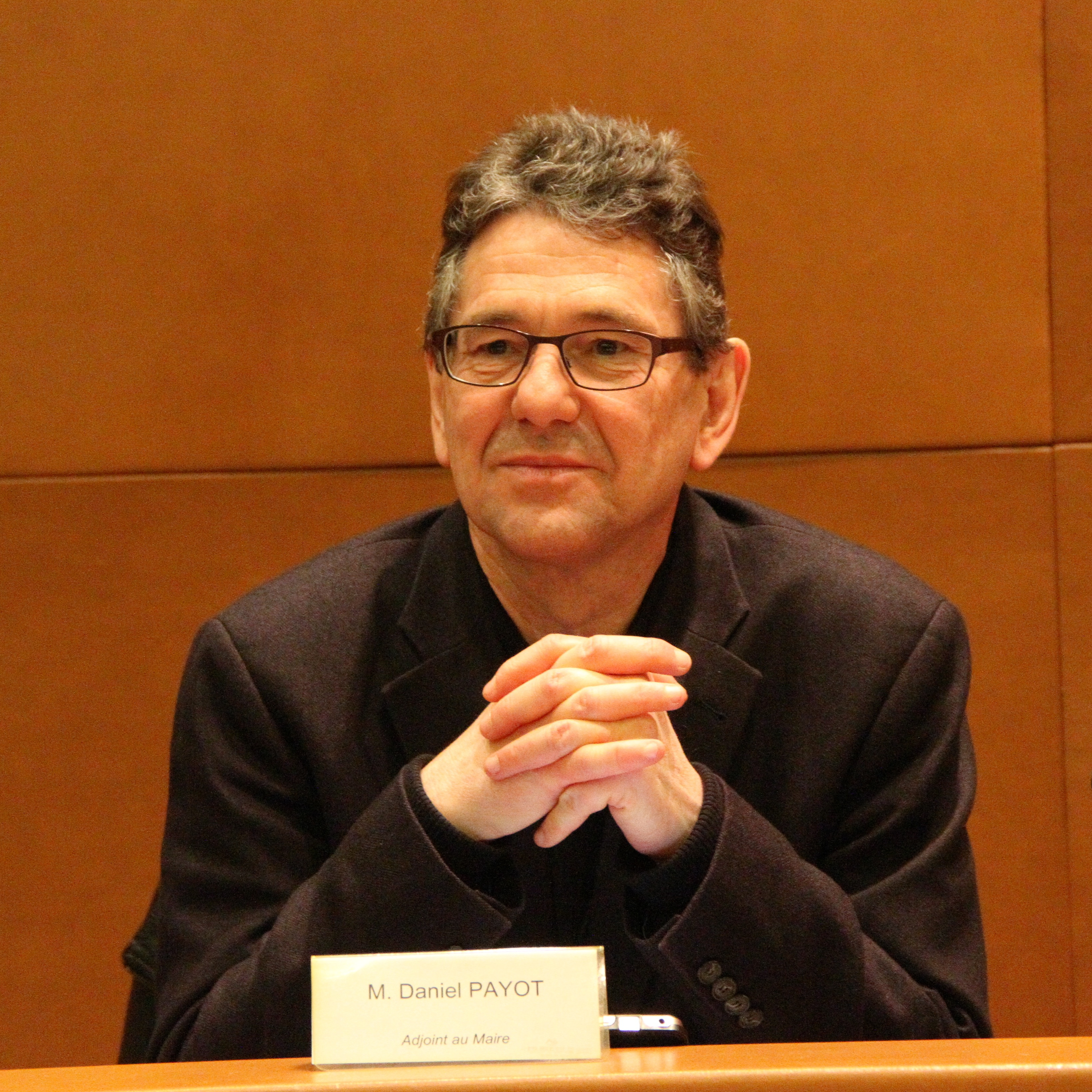
Daniel Payot
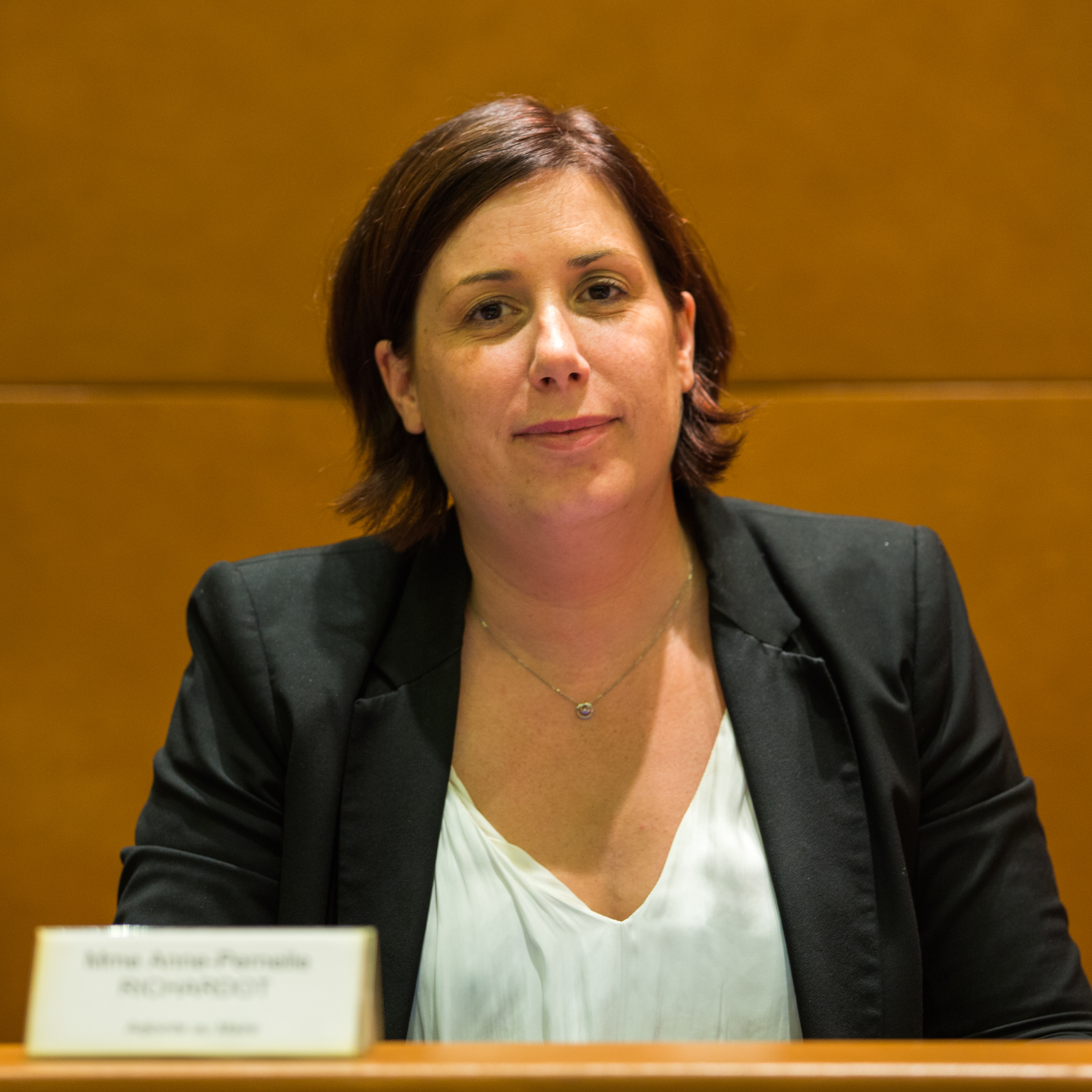
Anne Pernelle Richardot
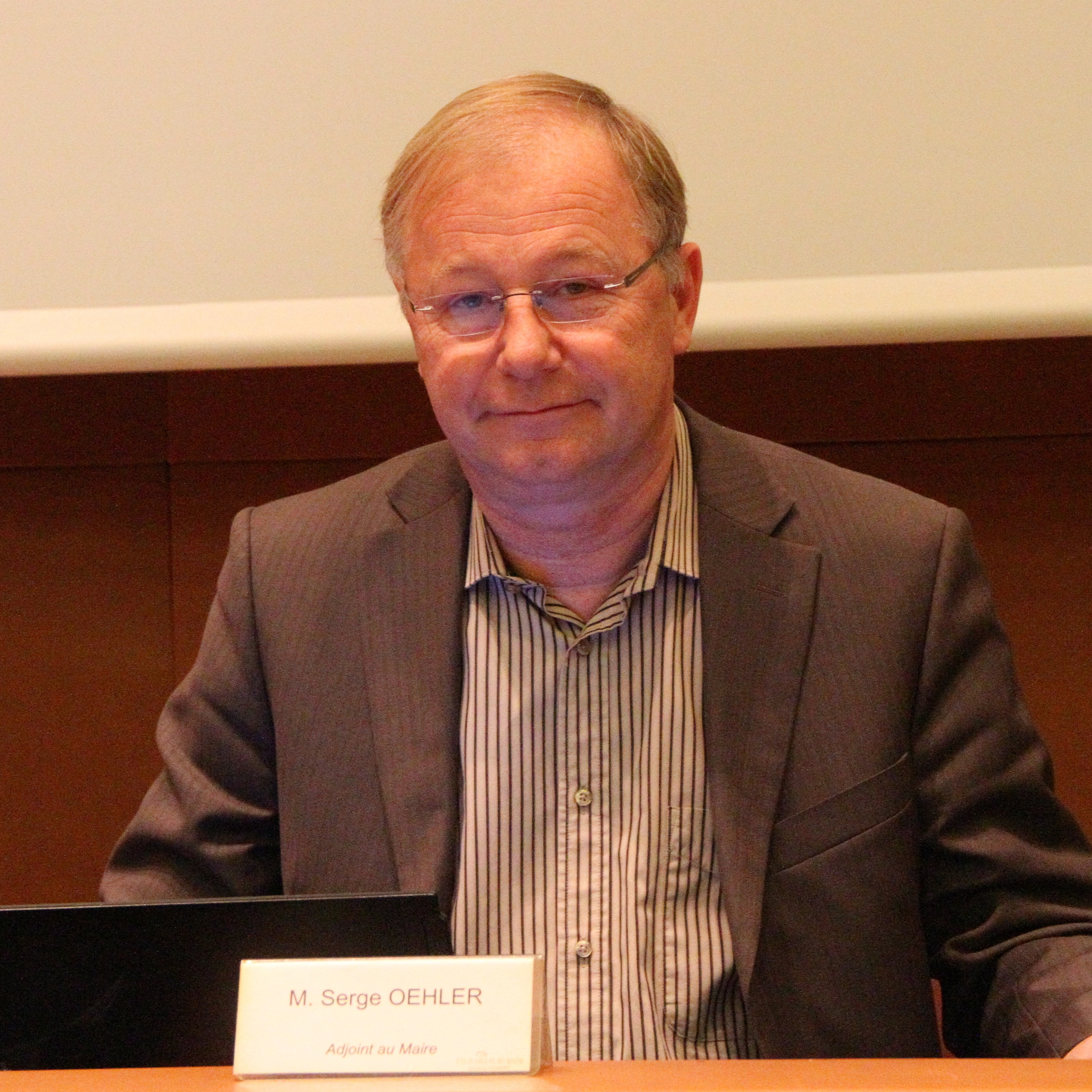
Serge Oehler
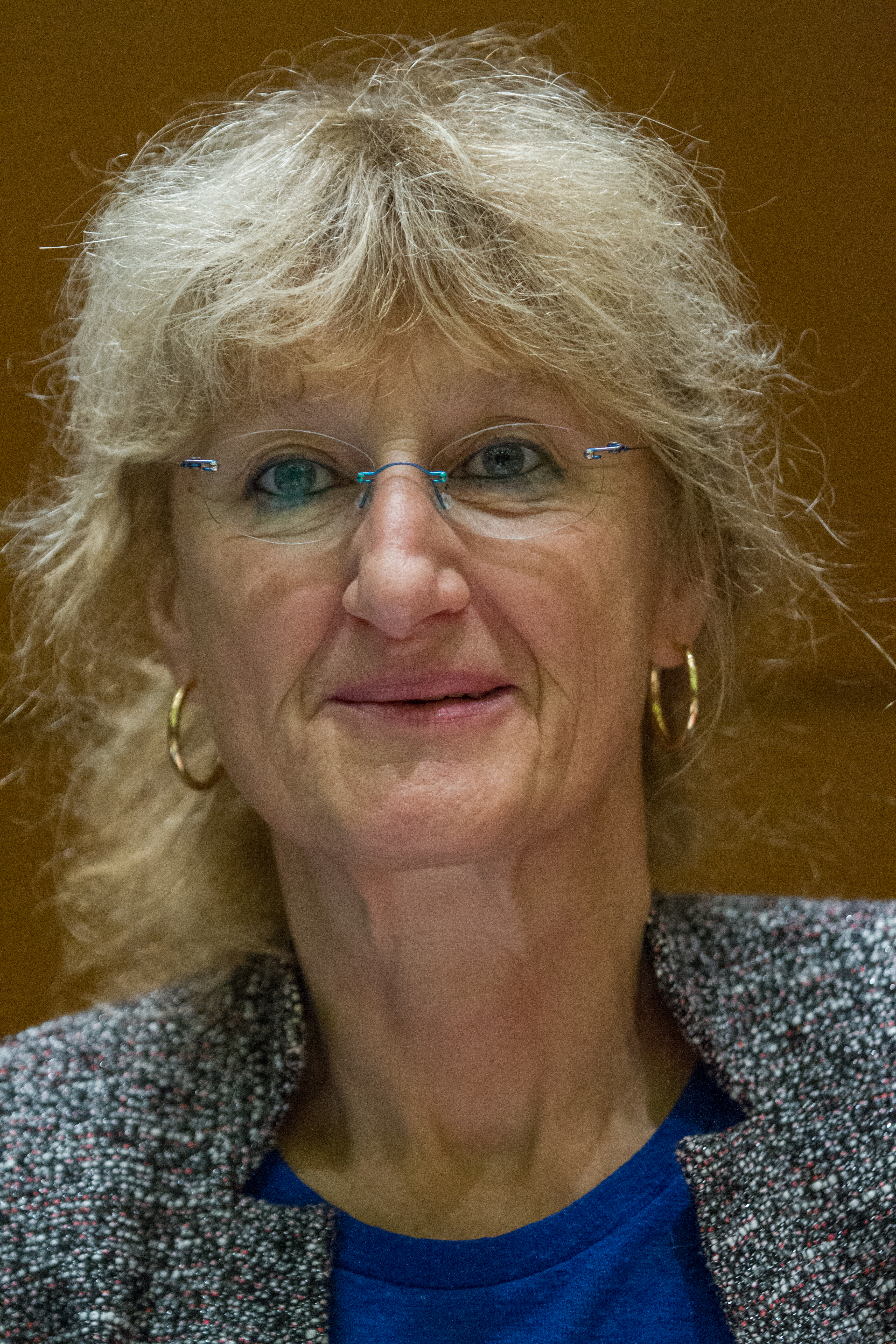
Marie-Dominique Dreyssé
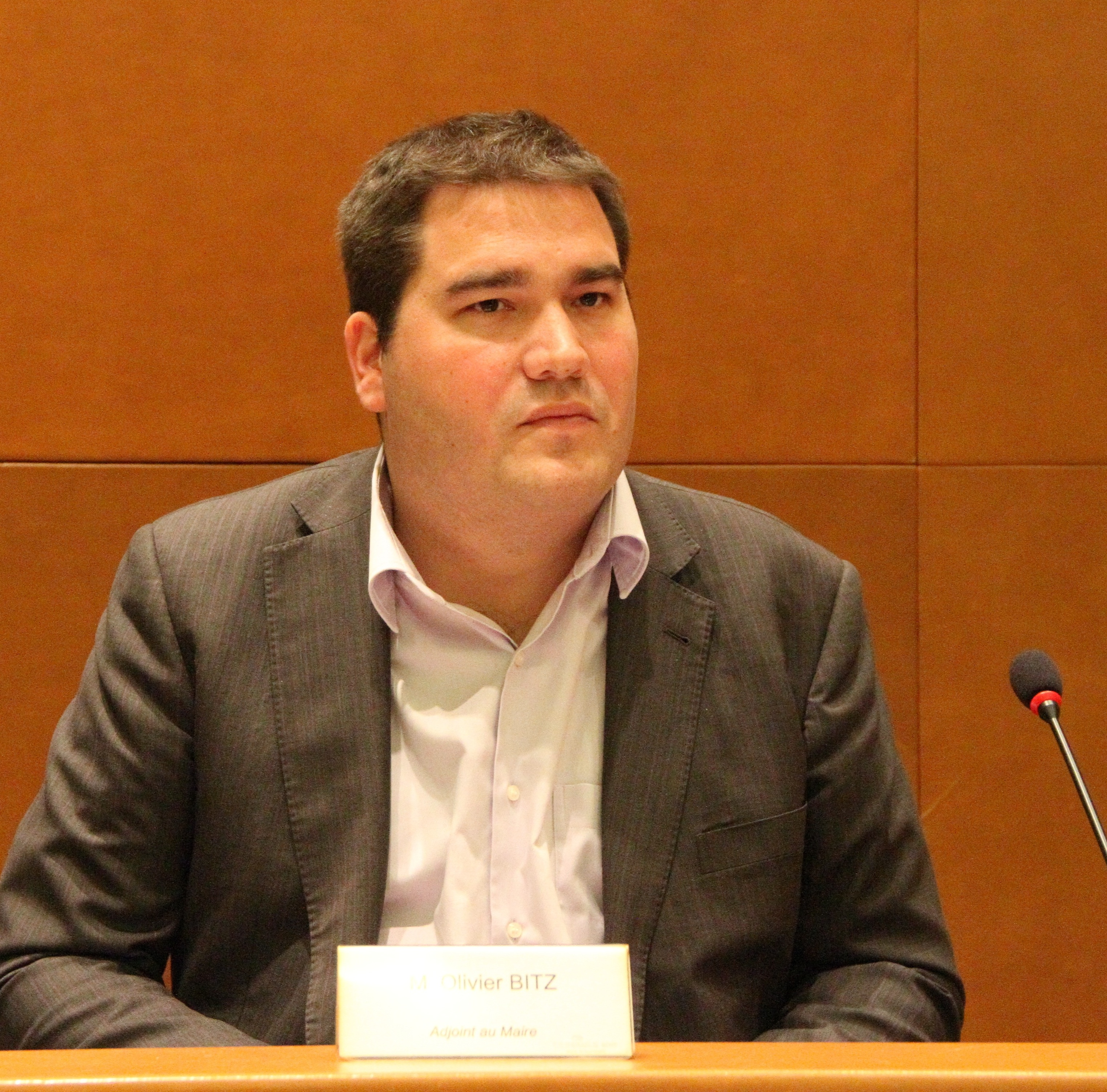
Olivier Bitz
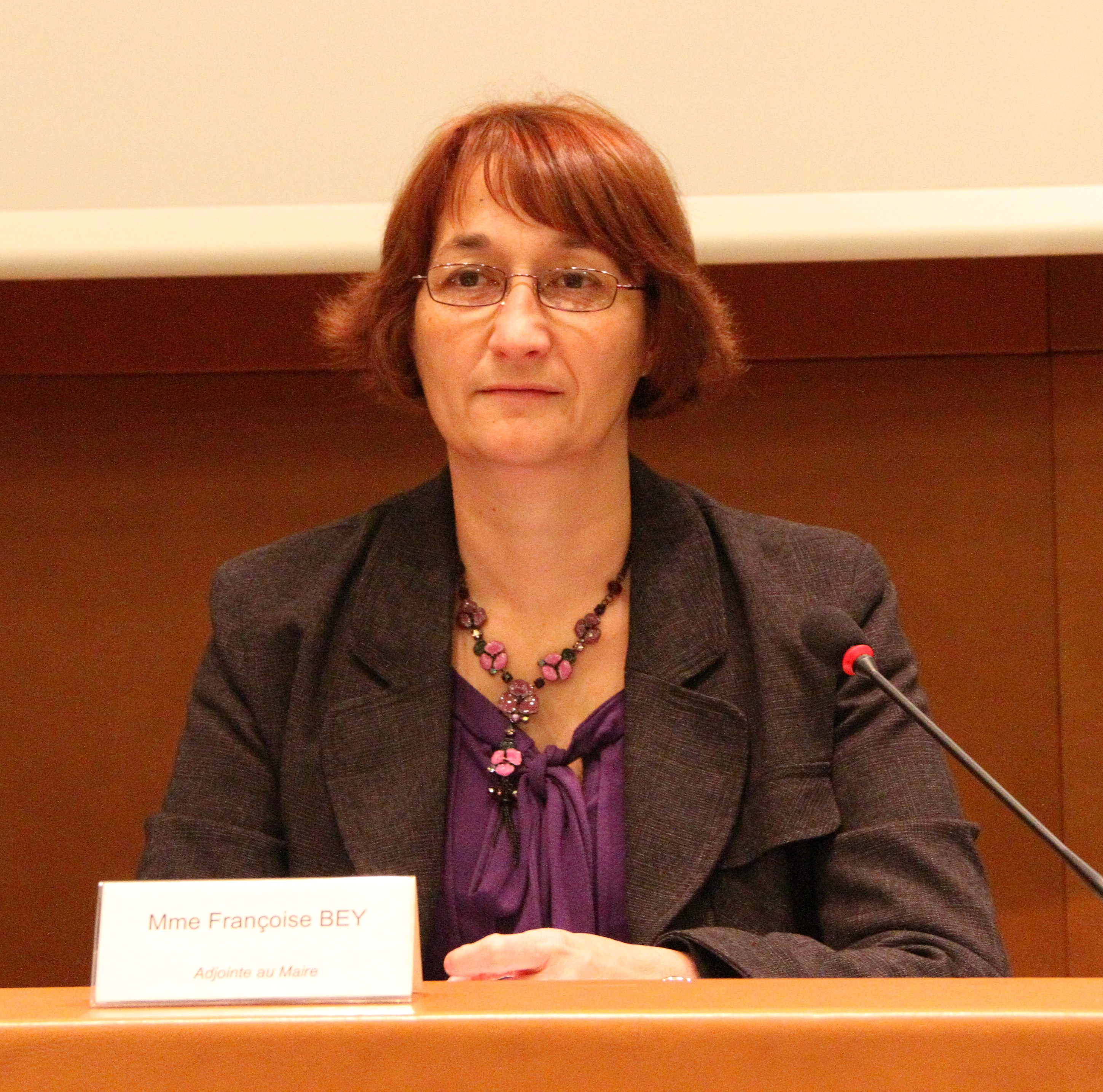
Françoise Bey
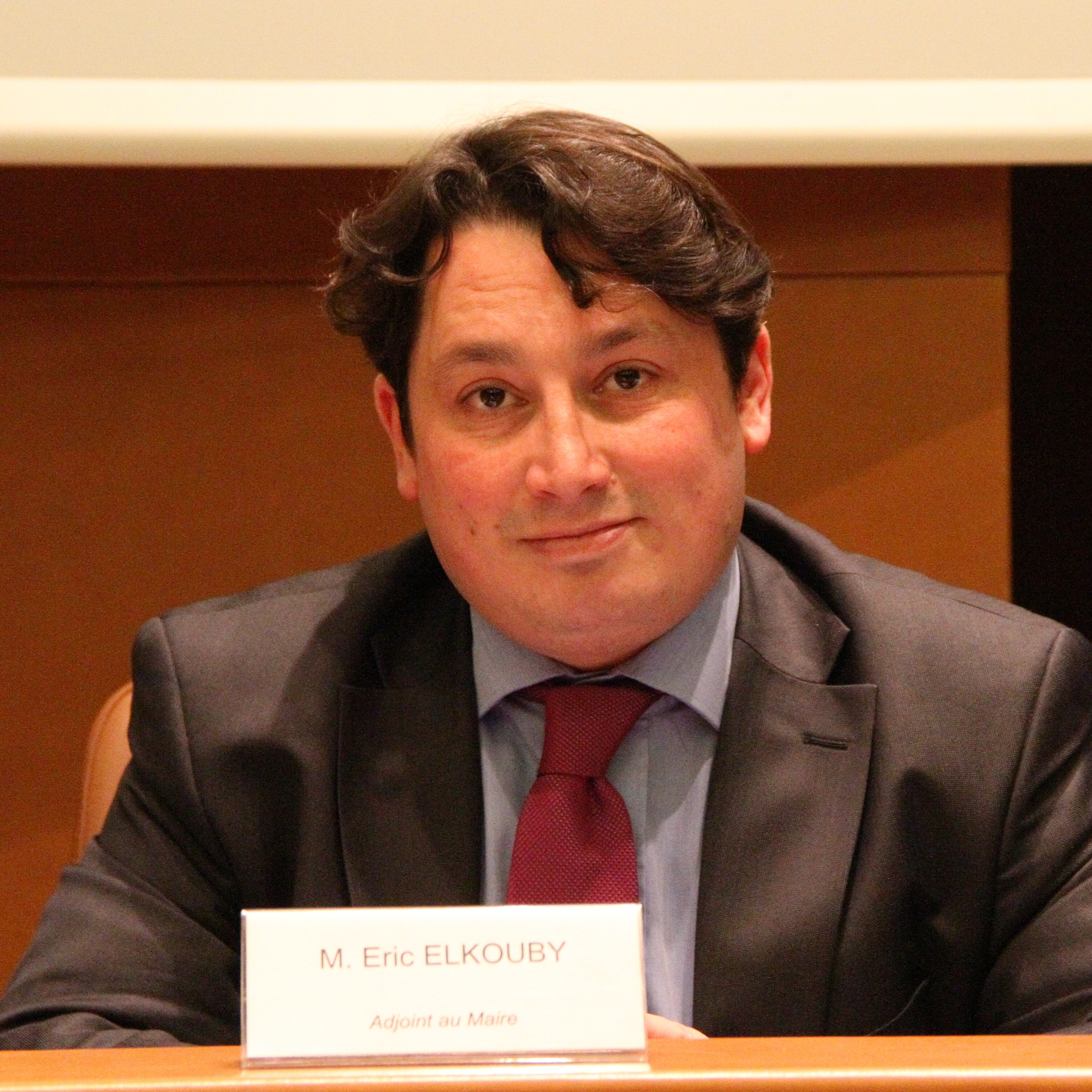
Éric Elkouby
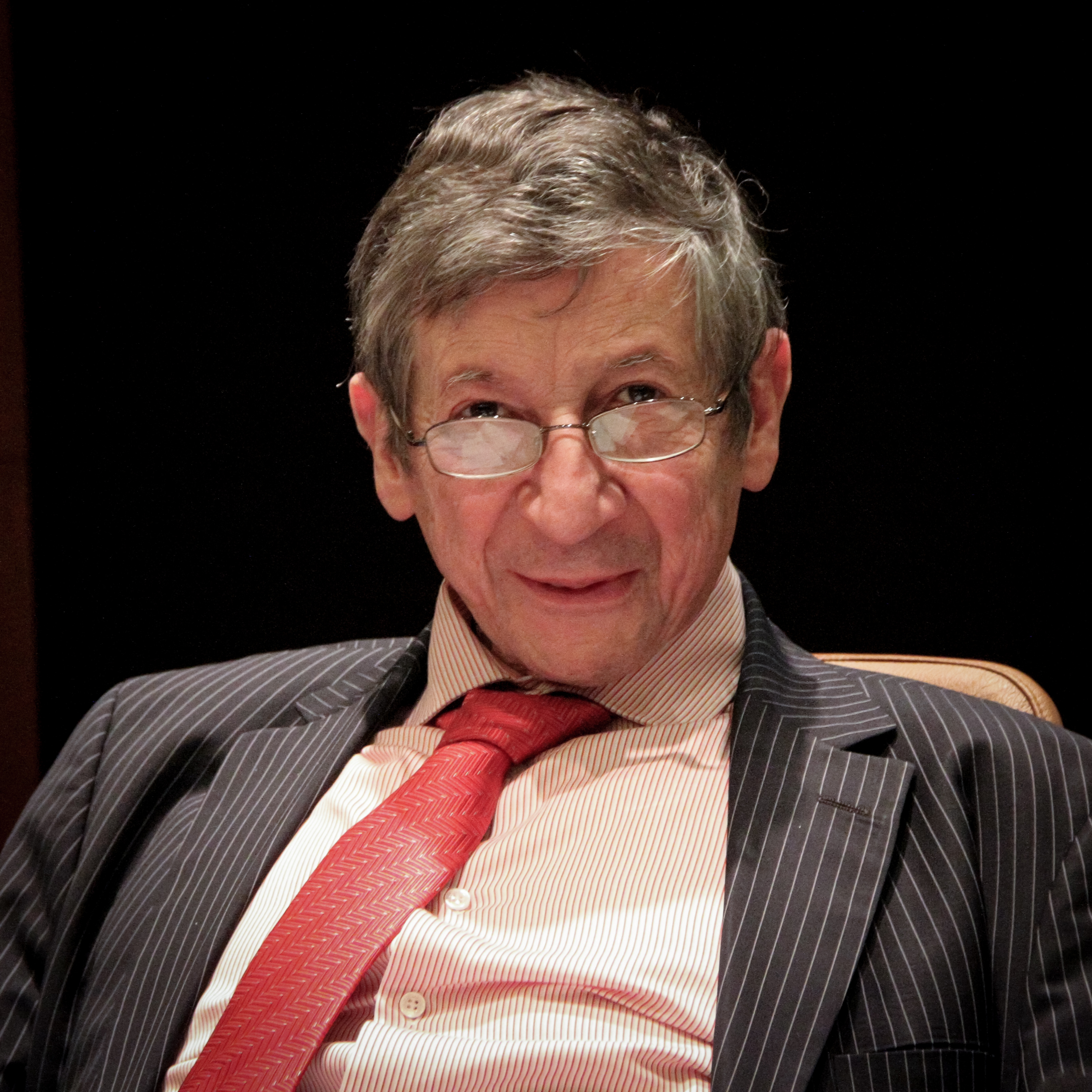
Jean-Jacques Gsell
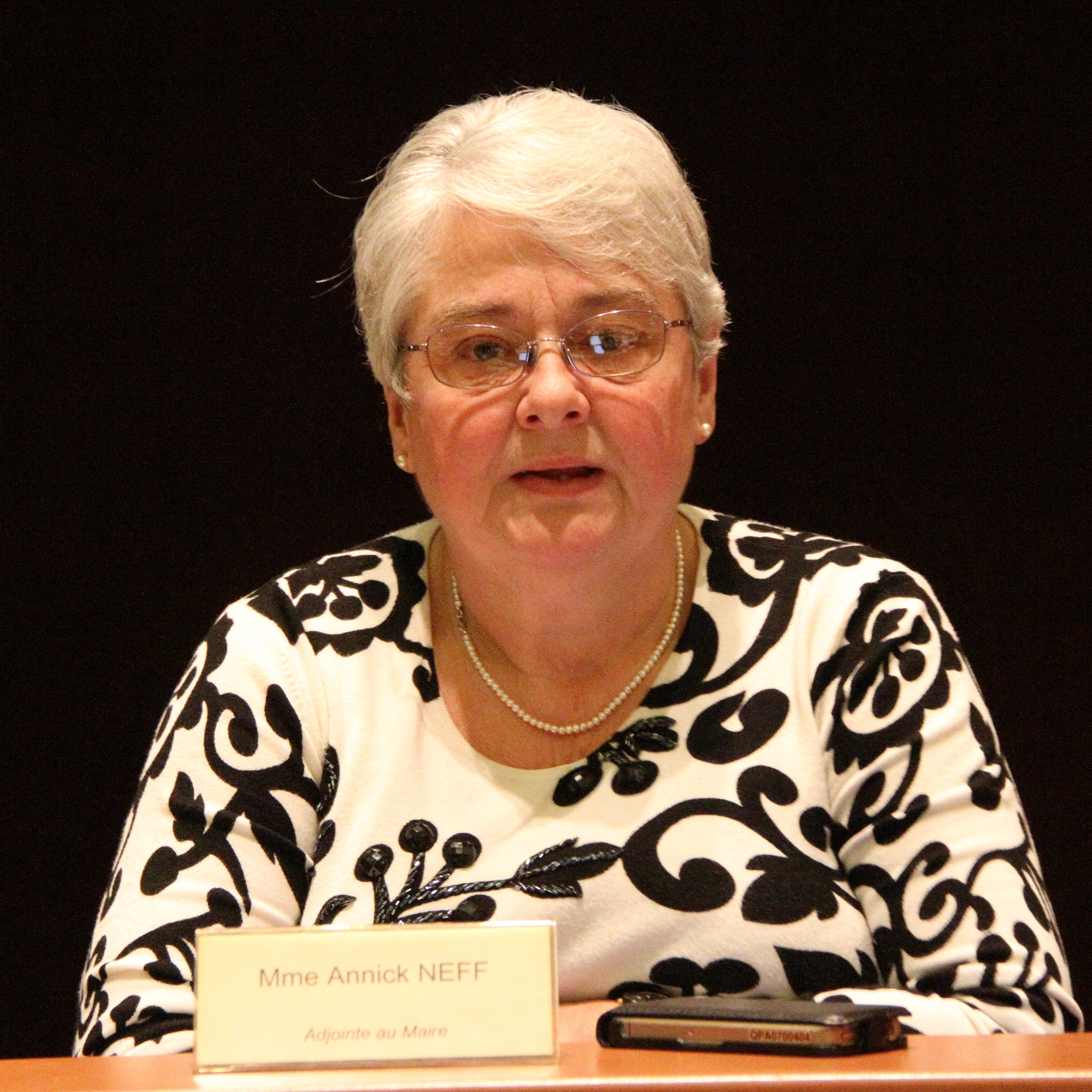
Annick Neff
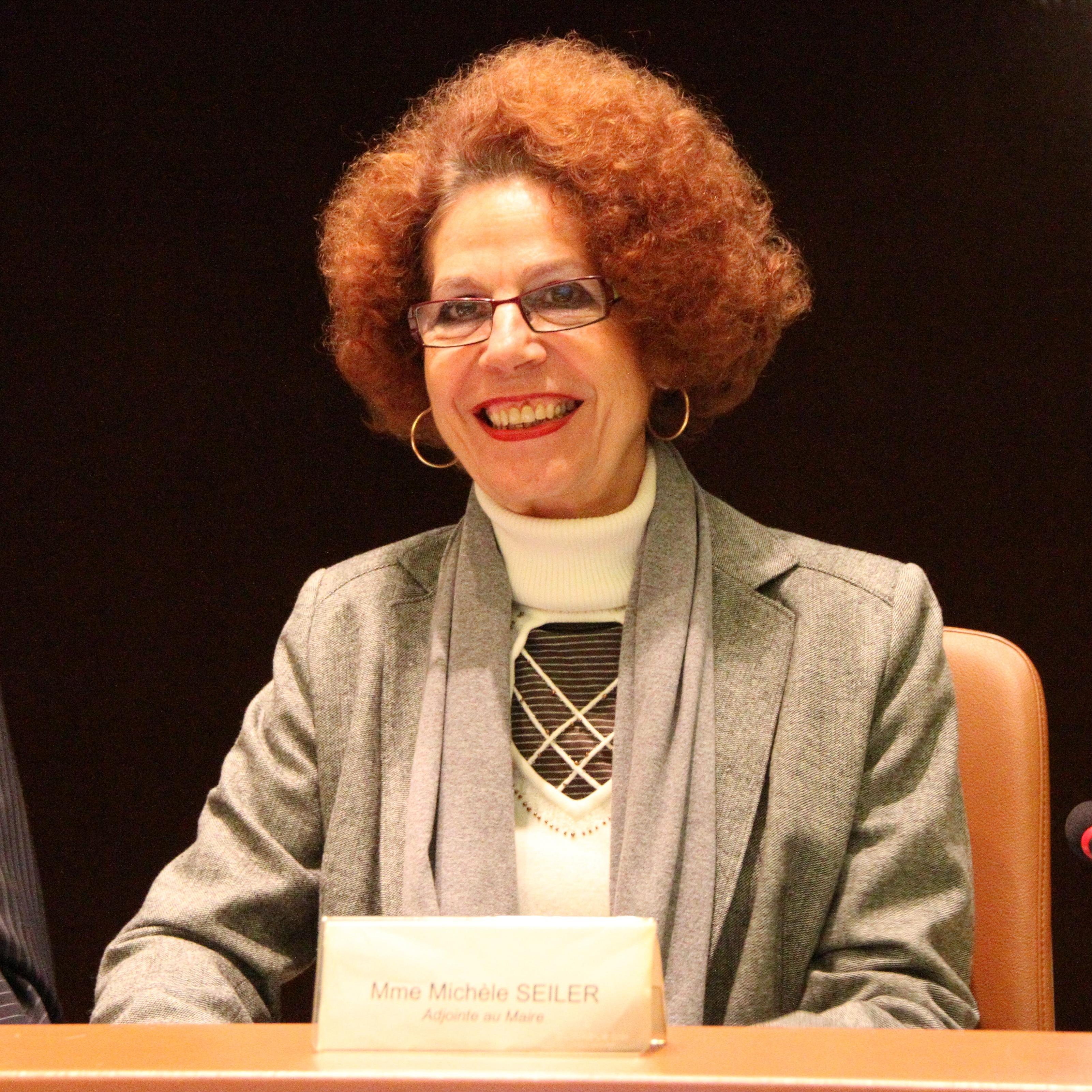
Michèle Seiler

### Composition des groupes

#### Composition du groupe «Socialiste et Républicain»
Le groupe « Socialiste et Républicain » est issu de la liste « Une ville pour tous, une ville pour chacun » portée par Roland Ries pour le PS.
| Conseiller municipal           | Poste                           | Remarques                                                                                 |
| ------------------------------ | ------------------------------- | ----------------------------------------------------------------------------------------- |
| Roland Ries                    | Maire                           | Sénateur                                                                                  |
| Robert Herrmann                | 1er adjoint                     | Conseiller général                                                                        |
| Nawel Rafik-Elmrini            | 2e adjointe                     |                                                                                           |
| Mathieu Cahn                   | 3e adjoint                      |                                                                                           |
| Françoise Buffet               | 4e adjointe                     |                                                                                           |
| Nicole Dreyer                  | 6e adjointe                     |                                                                                           |
| Alain Fontanel                 | 7e adjoint                      | Conseiller régional                                                                       |
| Daniel Payot                   | 8e adjoint                      |                                                                                           |
| Anne-Pernelle Richardot        | 9e adjointe                     | Conseillère régionale                                                                     |
| Serge Oehler                   | 10e adjoint                     | Conseiller général                                                                        |
| Olivier Bitz                   | 12e adjoint                     | Conseiller général                                                                        |
| Françoise Bey                  | 13e adjointe                    |                                                                                           |
| Éric Elkouby                   | 14e adjoint                     | Conseiller général                                                                        |
| Philippe Bies                  | conseiller municipal            | Député du Bas-Rhin depuis 2012                                                            |
| Jean-Jacques Gsell             | Adjoint                         |                                                                                           |
| Annick Neff                    | Adjointe                        |                                                                                           |
| Michèle Seiler                 | Adjoint                         |                                                                                           |
| Catherine Trautmann            | Conseillère municipale          | Députée européenne, ancien Ministre et ancien Maire de Strasbourg                         |
| Israël Nisand                  | Conseiller municipal délégué    |                                                                                           |
| Béatrice Ziegelmeyer           | Conseillère municipale          |                                                                                           |
| Souad El Maysour               | Conseillère municipale          |                                                                                           |
| Goinda Murthen                 | Conseiller municipal            |                                                                                           |
| Caroline Barrière              | Conseillère municipale          |                                                                                           |
| Henri Dreyfus                  | Conseiller municipal délégué    |                                                                                           |
| Soumiya Sihabi                 | Conseillère municipale          |                                                                                           |
| Abdelaziz Meliani              | Conseiller municipal            |                                                                                           |
| Mine Gunbay                    | Conseillère municipale déléguée |                                                                                           |
| Paul Meyer                     | Conseiller municipal délégué    |                                                                                           |
| Martine Jung                   | Conseillère municipale déléguée |                                                                                           |
| Alexandre Feltz                | Conseiller municipal délégué    |                                                                                           |
| Philippe Willenbucher          | Conseiller municipal            |                                                                                           |
| Syamak Agha-Babaei             | Conseiller municipal            |                                                                                           |
| Maria-Fernanda Gabriel-Hanning | Conseillère municipale          |                                                                                           |
| Pauline Viès                   | Conseillère municipale          | En remplacement de Myriam Gloppe, à la suite de son décès survenu le 10/06/12             |
| Christian Spiry                | Conseiller municipal            |                                                                                           |
| Chantal Augé                   | Conseillère municipale          | Retrait de ses délégations d'adjointe chargée des marchés publics par le maire début 2012 |
| Luc Gillmann                   | Conseiller municipal délégué    |                                                                                           |
| Elisabeth Ramel                | Conseillère municipale déléguée |                                                                                           |
| Michaël Schmidt                | Conseiller municipal délégué    |                                                                                           |
| Saban Kiper                    | Conseiller municipal délégué    |                                                                                           |
| Liliane Tetsi                  | Conseillère municipale          |                                                                                           |
| Nicolas Matt                   | Conseiller municipal            | En remplacement d'Emmanuel Jacob, à la suite de sa démission                              |
| Frédéric Nitschke              | Conseiller municipal délégué    |                                                                                           |
| Martine Lago                   | Conseiller municipal            |                                                                                           |
| Caroline Ctorza                | Conseillère municipale          | Démission du poste d'adjointe le 20 novembre 2009                                         |

Emmanuel Jacob a été élu au conseil municipal sur la liste du Parti Socialiste, mais celui-ci a démissionné courant 2011 de son poste au profit de Nicolas MATT. Ses délégations à la ville numérique ont été transférées à Paul MEYER.

#### Composition du groupe «Europe Écologie – Les Verts»

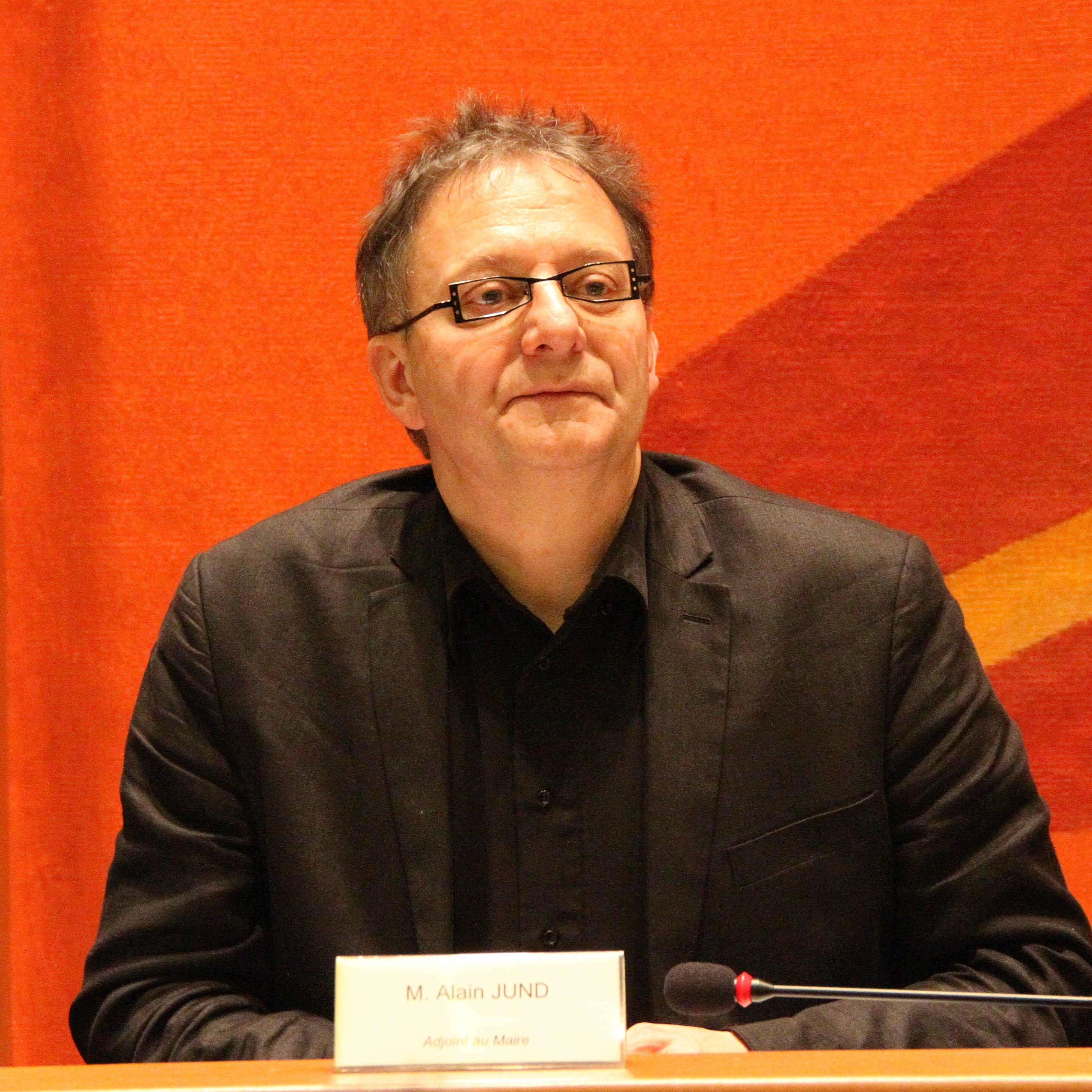
Alain Jund, janvier 2013

Le groupe « Europe Écologie – Les Verts » est issu de la liste « Strasbourg, ville verte, ouverte et solidaire » portée par Alain Jund pour Les Verts, devenu depuis Europe Écologie Les Verts.
| Conseiller municipal    | Poste                  | Remarques                    |
| ----------------------- | ---------------------- | ---------------------------- |
| Alain Jund              | 5e Adjoint             |                              |
| Marie-Dominique Dreyssé | 11e Adjointe           | Conseillère générale         |
| Éric Schultz            | 15e Adjoint            | Conseiller eurométropolitain |
| Mina Bezzari            | Conseillère municipale |                              |
| Derya Topal             | Conseillère municipale |                              |

#### Composition du groupe «Pour une alternative Sociale écologique et citoyenne»
Le groupe « Pour une alternative sociale, écologique et citoyenne » est issu du départ de certains conseillers municipaux des groupes socialistes et écologistes.
| Conseiller municipal | Poste                  | Remarques                                |
| -------------------- | ---------------------- | ---------------------------------------- |
| Malika Souci         | Conseillère municipale | issu du groupe Socialiste et Républicain |
| Mustafa El Hamdani   | Conseiller municipal   | issu du groupe Europe Écologie Les Verts |

#### Composition du groupe «Strasbourg au Centre» (SAC)

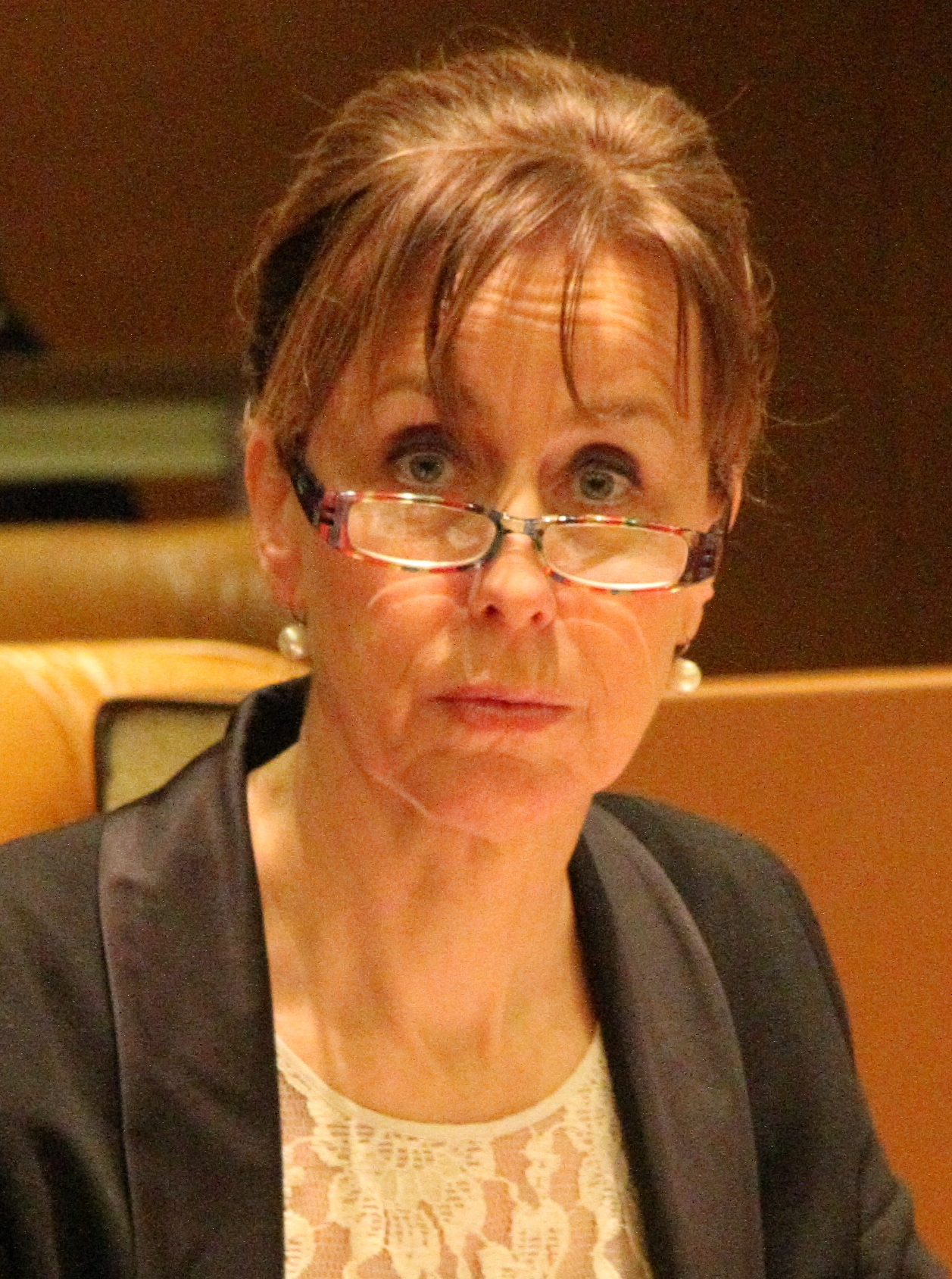
Fabienne Keller, janvier 2013

Le groupe « Strasbourg au Centre » est issu de la liste « Union pour Strasbourg » portée par Fabienne Keller pour l'Union pour un mouvement populaire.
| Conseiller municipal     | Poste                  | Remarques                               |
| ------------------------ | ---------------------- | --------------------------------------- |
| Fabienne Keller          | Conseillère municipale | Sénatrice, ancienne Maire de Strasbourg |
| Catherine Zuber          | Conseillère municipale | Conseillère régionale                   |
| Pascal Mangin            | Conseiller municipal   | Conseiller régional                     |
| Marc Merger              | Conseiller municipal   |                                         |
| Jean-Charles Quintiliani | Conseiller municipal   |                                         |
| Bornia Tarall            | Conseillère municipale |                                         |
| Geneviève Werle          | Conseillère municipale |                                         |

#### Composition du «UMP - Nouveau Centre & Indépendants»

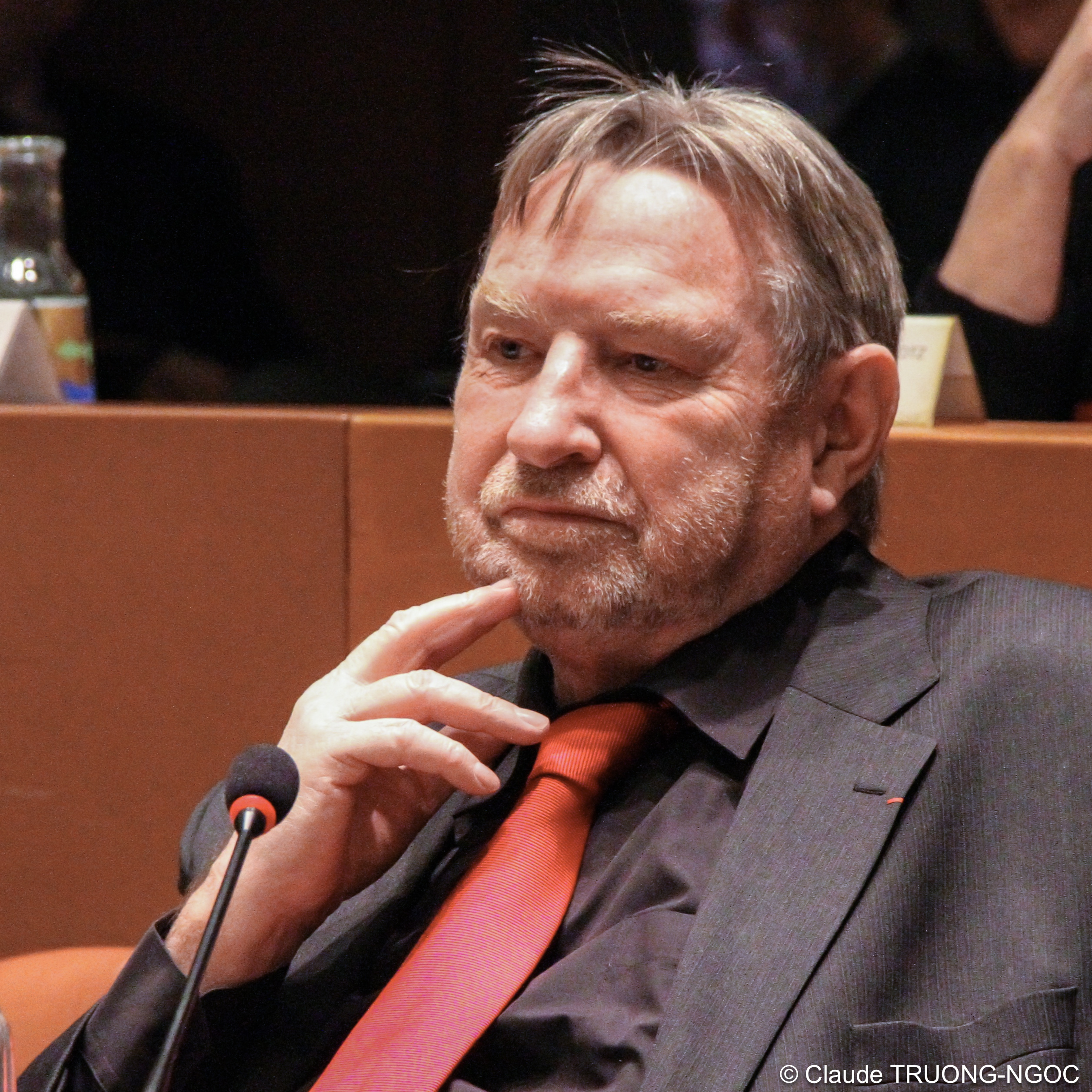
Robert Grossmann, janvier 2013

Le groupe « Nouveau Centre et Indépendants » est issu de la liste « Union pour Strasbourg » portée par Robert Grossmann pour l'UMP.
| Conseiller municipal    | Poste                  | Remarques             |
| ----------------------- | ---------------------- | --------------------- |
| Robert Grossmann        | Conseiller municipal   |                       |
| Jean-Emmanuel Robert    | Conseiller municipal   |                       |
| Anne Schumann           | Conseillère municipale |                       |
| Frédéric Loutrel        | Conseiller municipal   |                       |
| Huguette Dreikaus       | Conseillère municipale |                       |
| Martine Callderoli-Lotz | Conseillère municipale | Conseillère régionale |

## Élection de 2001
Ces élections municipales ont été le théâtre de l'affrontement politique de Catherine Trautmann (PS) et du tandem Fabienne Keller - Robert Grossmann (droite). La droite l'a emporté, mettant fin à l'intermède socialiste à la tête de Strasbourg.
En 1999, de fortes tensions étaient apparues dans la gauche strasbourgeoise. Le retour de Catherine Trautmann dans la vie politique locale, maire réélu au premier tour en 1995 puis ministre du gouvernement de Lionel Jospin à partir de 1997, ne fut pas du goût de Roland Ries, maire en exercice lors de l'absence de Catherine Trautmann. Celui-ci, soutenu par Jean-Claude Petitdemange, une figure de la gauche locale, s'opposa à la réintégration pleine et entière de Catherine Trautmann dans ses fonctions de maire. Un accord fut trouvé et au début de l'année 2000 Catherine Trautmann put reprendre la présidence de la communauté urbaine de Strasbourg, tandis que Roland Ries gardait le fauteuil de maire.
Cet épisode a jeté le trouble et a abouti à la scission d'une partie de la gauche emmenée par Jean-Claude Petitdemange. Le maintien de ce dernier au second tour des élections allié au trouble semé dans la gauche strasbourgeoise font dire aux spécialistes que cette scission au sein de la gauche est la cause de la victoire de la droite en 2001.

### Premier tour (11 mars 2001)
Le taux d'abstention est élevé (45,3 %, en augmentation de 3,2 points par rapport à 1995).
|                          | Liste                                                                | Nombre de voix | Pourcentage |
| Roland Robert            | Liste Lutte ouvrière (LO)                                            | 1 835          | 2,78 %      |
| Jean-Claude Meyer        | Liste Strasbourg 100 % à gauche (LCR)                                | 1 346          | 2,04 %      |
| Georges Hoffmann         | Liste socialiste, laïque et républicaine (PT)                        | 692            | 1,05 %      |
| Catherine Trautmann      | Liste de la majorité et des Verts pour Strasbourg (Gauche plurielle) | 19 203         | 29,10 %     |
| Jean-Claude Petitdemange | Priorité à la vie quotidienne (DVG)                                  | 7 989          | 12,11 %     |
| Fabienne Keller          | La priorité, c'est vous ! (Union de la droite - UDF)                 | 19 467         | 29,50 %     |
| Robert Spieler           | Servir Strasbourg - Prospérité, sécurité, solidarité (ADA)           | 6 076          | 9,21 %      |
| Jean-Louis Wehr          | Sécurité et tranquillité pour Strasbourg (FN)                        | 4 947          | 7,50 %      |
| Luc Gwiazdzinski         | Liste AIR - Action et initiatives républicaines                      | 4 112          | 6,23 %      |
| Eric Feldmann            | Liste Le Peuple, la République                                       | 315            | 0,48 %      |

### Deuxième tour (18 mars 2001)
Taux d'abstention : 36,3 %
|                         | Pourcentage |
| Catherine Trautmann     | 40,42 %     |
| Jean-Claude Petidemange | 8,73 %      |
| Fabienne Keller         | 50,85 %     |

### Élus municipaux
- Fabienne Keller, maire
- Robert Grossmann, maire délégué

#### Adjoints au maire
Sous l'autorité du maire et du maire délégué
| Conseiller municipal    | Délégation | Adjoint du quartier           |
| ----------------------- | --- | ----------------------------- |
| Hugues Geiger           | Environnement | Cronenbourg, Hautepierre      |
| Pascal Mangin           | Affaires européennes et internationales                                                                                    | Meinau                        |
| Pascale Judant-Pfeiffer | | Neuhof                        |
| Olivier Arbousse        | Questions transversales relatives aux écoles                                                                               | Esplanade, Krutenau           |
| Anne Schumann           | Marchés publics, Présidence de la Commission d'Appel d'Offre, jumelages, relations avec les associations socio-culturelles | Gare                          |
| Harry Lapp              | Foires et marchés |                               |
| Djemilla Azou-Isghi     | Intégration | Elsau                         |
| Catherine Zuber         | Insertion professionnelle, aide sociale, action sociale et médico-sociale, hygiène et santé                                |                               |
| Henri Bretz             | | Koenigshoffen, Montagne-Verte |
| Jean-Claude Bader       | Tourisme et animation |                               |
| Catherine Seegmuller    | | Centre-ville                  |
| Geneviève Werle         | Urbanisme, police du bâtiment                                                                                              | Neudorf                       |
| Joëlle Haeusser         | État-civil, population | Conseil des XV                |
| Yves Le Tallec          | | Robertsau                     |

#### Groupe Union pour Strasbourg
- Martine Altemaire
- Marie-Louise Axelroud
- Christian Bailly
- Jean-Luc Bostetter
- Anne-Marie Chaigneau
- Annick de Montgolfier
- Bernadette Dumond
- Gauthier Léger
- Albert Gemmrich
- Michel Girard
- Robert Grand
- Michel Hau
- Frédéric Le Jehan
- Alain Lévy
- Frédérique Loutrel
- Christophe Milon
- Francis Muckensturm
- Isabelle Ott
- Jean-Emmanuel Robert
- Abel Rouard
- Béatrice Schlagdenhauffen
- Laurent Spiero
- Catherine Stroebele
- Emmanuelle Vierling-Kovar
- Christine Vogel
- Kineret Weil
- Marie-Christine Weyl
- Gilbert Wentz

#### Groupe Socialistes & Républicains
- Catherine Trautmann
- Roland Ries
- Marie-Hélène Gillig
- Norbert Engel
- Robert Herrmann
- Pierre Henninger
- Nicole Dreyer
- Alain Kauff
- Marie-Françoise Janot
- Yveline Moeglen
- Maria-Fernanda Gabriel-Hanning

#### Groupe Démocrates
- Jean-Claude Petittdemange
- Catherine Loos

#### Groupe Verts
- Marie-Dominique Dreysse
- Jean-Marie Brom

#### Groupe Union des démocrates pour Strasbourg
- Olivier Aron
- Ludmilla Hug-Kalinkova
- Marthe Schwab

#### Groupe UDF
- Chantal Cutajar
- Jean Cantin

## Élection de 1995
Maire sortant : Catherine Trautmann (PS) 1989-1995
- Premier tour

|                     | Liste                       | Résultats |
|                     | EXG                         | 0,79 %    |
|                     | DVG                         | 0,79 %    |
| Magdeleine Brom     | Les Verts                   | 2,31 %    |
| Catherine Trautmann | PS-PCF (Union de la gauche) | 52,51 %   |
| Andrée Buchmann     | Écologistes                 | 2,65 %    |
| Robert Spieler      | ADA                         | 5,06 %    |
| Philippe Richert    | UDF-RPR                     | 26,45 %   |
| Yvan Blot           | FN                          | 9,45 %    |

## Élection de 1989
- Premier tour

|                     | Liste     | Résultat |           |
| Francis Wurtz       | PCF-PRG   | 2,24 %   |           |
| Catherine Trautmann | PS        | 30,15 %  | Ballotage |
| Andrée Buchmann     | Les Verts | 12,76 %  |           |
| Marcel Rudloff      | UDF-RPR   | 31,01 %  | Ballotage |
| Michel Stourm       | UDF diss. | 4,13 %   |           |
| André Bord          | DVD       | 5,22 %   |           |
| Robert Spieler      | FN        | 14,49 %  |           |

- Second tour

|                     | Résultat  |         |
| Catherine Trautmann | PS        | 42,69 % |
| Andrée Buchmann     | Les Verts | 8,85 %  |
| Marcel Rudloff      | UDF-RPR   | 36,32 % |
| Robert Spieler      | FN        | 12,14 % |

## Élection de 1983
Maire sortant : Pierre Pflimlin (UDF-CDS) 1959-1983
Résultats
- Premier tour

|                | Liste                               | Résultats |         |                                    |
| Meyer          | Voix des travailleurs (LCR)         | 802       | 0,99 %  |                                    |
| Dreysse        | DVG                                 | 1 492     | 1,84 %  |                                    |
| Oehler         | PS-PCF-MRG (Union de la gauche)     | 19 814    | 24,48 % | 8 (PS : 7, DVG : 1)                |
| Peter          | ECO                                 | 4 042     | 4,99 %  |                                    |
| Moschenross    | Action locale (IND)                 | 2 268     | 2,80 %  |                                    |
| Marcel Rudloff | Union de l'opposition (CDS/UDF-RPR) | 44 163    | 54,57 % | 50 (UDF : 25 ; RPR : 23 ; DVD : 2) |
| Bord           | DVD (RPR diss.)                     | 8 342     | 10,30 % | 3                                  |

- Premier tour : Inscrits : 129 586 - Exprimés : 80 923

## Élection de 1977
Maire sortant : Pierre Pflimlin (CDS) 1959-1977
Résultats
- Premier tour

|                 | Liste                             | Nombre de voix | Résultats | Sièges                                                                |
| Tucella         | EXG                               | 3 480          | 4,96 %    |                                                                       |
| Trocme          | PS-PCF-MRG (Union de la gauche)   | 19 692         | 28,09 %   |                                                                       |
| Barrère         | ÉCO                               | 7 333          | 10,46 %   |                                                                       |
| Lauble          | Action locale (SE)                | 2 715          | 3,87 %    |                                                                       |
| Pierre Pflimlin | Liste de la Majorité (CDS-RPR-RI) | 36 881         | 52,61 %   | 47 (UDF : 24 dont CDS : 16, RI/PR : 5, RAD : 3 ; RPR : 16 et DVD : 7) |

- Premier tour : Inscrits : 117 491 - Exprimés : 70 101